# Mikołaj Kopernik
Mikołaj Kopernikⓘ, łac. Nicolaus Copernicus, niem. Nikolaus Kopernikus (ur. 19 lutego 1473 w Toruniu, zm. w maju 1543 we Fromborku) – polski polihistor pochodzenia niemieckiego; prawnik, urzędnik, dyplomata, lekarz i niższy duchowny katolicki, doktor prawa kanonicznego i naukowiec – zajmował się też astronomią, matematyką, ekonomią, strategią wojskową, kartografią i filologią. Bywa też nazywany fizykiem, filozofem i astrologiem przez ówczesne znaczenie tego słowa .

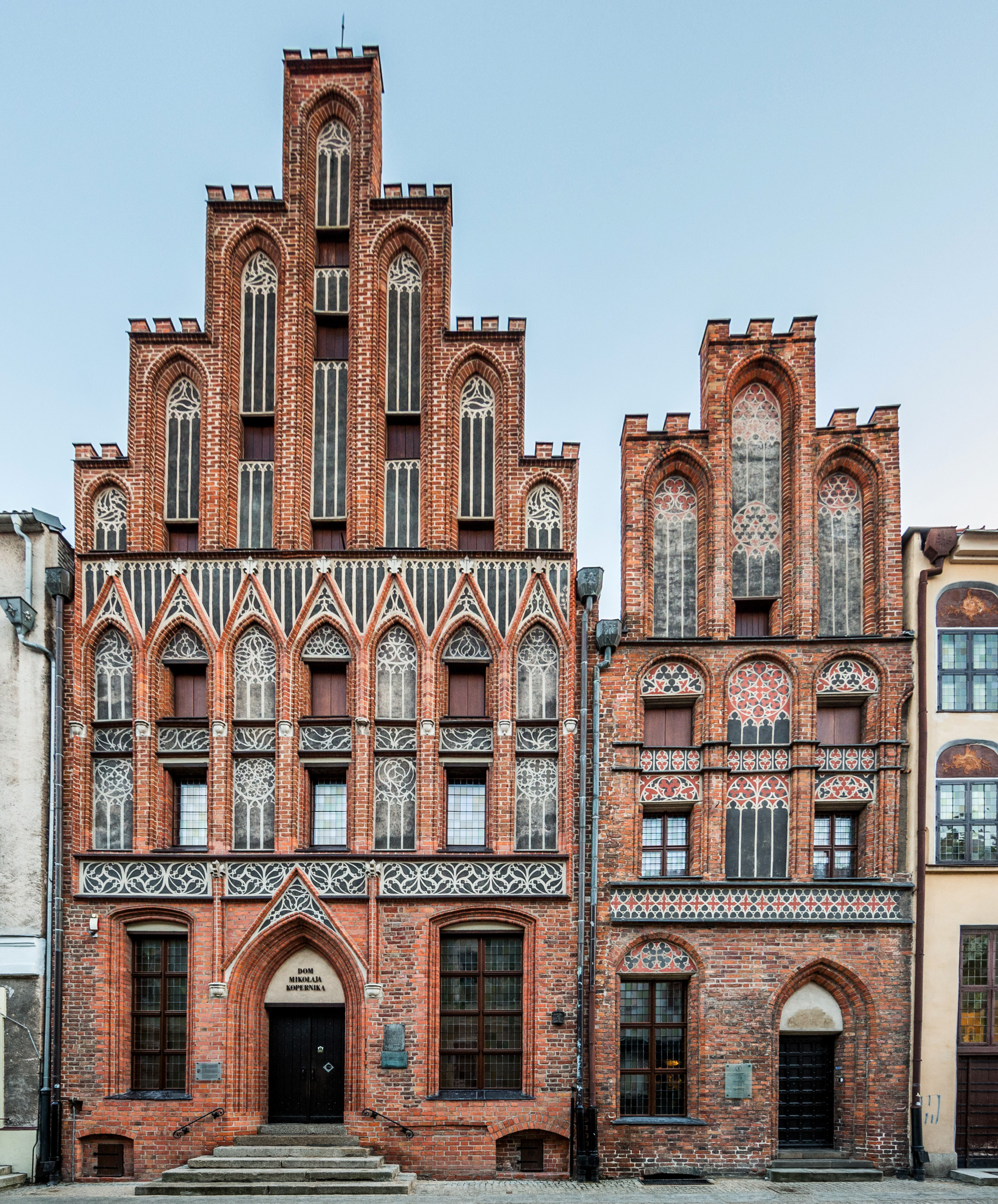
Dom Mikołaja Kopernika w Toruniu

Kopernik jest znany głównie jako astronom – twórca heliocentrycznego modelu Układu Słonecznego i prawdopodobnie pierwszy heliocentryk w Europie od czasów starożytnej Grecji. Autor dzieła De revolutionibus orbium coelestium (O obrotach sfer niebieskich) przedstawiającego jego wizję Wszechświata. Model matematyczny Kopernika – inaczej niż antyczne prace Arystarcha z Samos – wywołały rewolucję naukową nazywaną przewrotem kopernikańskim. Przez to heliocentryzm bywa nazywany kopernikanizmem, a kosmologia używa nazwy zasada kopernikańska – m.in. na odrzucenie wszelkiego geocentryzmu i antropocentryzmu.
Pozostałe osiągnięcia uczonego to m.in. sformułowanie ilościowej teorii pieniądza i prawa Kopernika-Greshama w ekonomii. W geometrii płaskiej rozpowszechnił twierdzenie nazywane jego imieniem, choć nie jest jego pierwszym autorem. Oprócz tego Mikołaj Kopernik przekładał dzieła bizantyjskiego pisarza Teofilakta Symokatty na język łaciński, napisał łaciński poemat Septem Sidera (Siedem Gwiazd) oraz tworzył mapy Warmii i innych terenów Prus. Astronomiczne dzieło Kopernika wiązało się też z rewizją fizyki Arystotelesa, będącej częścią jego systemu filozoficznego. Tym sposobem toruński uczony otworzył drogę do nowożytnej metody naukowej i opartej na niej mechaniki klasycznej oraz teorii ciążenia Newtona.
Kopernik pełnił kilka funkcji administracyjnych i urzędów jak:
- generalny administrator biskupstwa warmińskiego po zgonie biskupa Fabiana Luzjańskiego,
- komisarz Warmii (1521),
- kanclerz kapituły katedralnej warmińskiej (1511–1513, 1520, 1524–1525, 1529),
- opiekun stołu kapitulnego w latach (1526–1532),
- zarządca kasy aprowizacyjnej (1513),
- poseł lub wizytator dóbr kapitulnych w latach (1511, 1521–1522, 1531–1537, 1539),
- kanonik warmińskiej kapituły katedralnej (od 1497)[21],
- scholastyk wrocławskiej Kolegiaty Świętego Krzyża i św. Bartłomieja (1503–1538).

Wybitnego torunianina uwieczniło nie tylko kilka wspomnianych terminów naukowych od jego nazwiska. Został też patronem dziesiątek szkół, co najmniej kilkunastu innych instytucji – głównie badawczych i oświatowych – oraz kilku nagród i czasopisma naukowego. Użyczył też nazwy lokalizacjom na Ziemi i w Kosmosie, taksonowi botanicznemu, pierwiastkowi chemicznemu (Cn), kilku statkom wodnym, pociągowi, samolotowi i teleskopowi kosmicznemu. Kopernika wielokrotnie upamiętniano przez sztukę – liczne obrazy, m.in. dzieło Matejki, co najmniej kilkadziesiąt pomników rozmieszczonych w kilkunastu krajach, wizerunki na banknotach, monetach i znaczkach pocztowych, serię opowiadań, co najmniej dwie powieści, dwa pełnometrażowe filmy fabularne, serial, musical oraz dwie inne kompozycje muzyczne. Kopernik i jego twórczość stały się tematem całej dziedziny badawczej zwanej kopernikologią.

## Życiorys

### Pochodzenie
Mikołaj Kopernik urodził się 19 lutego 1473 w Toruniu, przy ówczesnej ul. św. Anny (później ul. Kopernika nr 15, choć według niektórych badaczy jak np. Karol Górski istnieje pogląd, że był to dom nr 17), w rodzinie kupca Mikołaja i Barbary pochodzącej z rodziny Watzenrodów (zm. po 1495 r.). Miał troje rodzeństwa: siostry Barbarę (ur. ok. 1469) oraz Katarzynę (ur. ok. 1471) i brata Andrzeja (ur. ok. 1475).
Ród Koperników pochodził przypuszczalnie ze śląskiej wsi Koperniki, położonej między Nysą i Prudnikiem lub z samej Nysy. W XIV wieku członkowie tej rodziny osiedlali się w miastach księstw śląskich (Ząbkowice, Nysa, Wrocław) i w Zgorzelcu, a następnie w dużych miastach Polski (Kraków – 1367, Lwów – 1439) i państwa zakonu krzyżackiego (Toruń – 1400). Ojciec astronoma Mikołaj Starszy wywodził się z krakowskiej linii rodziny, która została przyjęta do prawa miejskiego pod koniec XIV wieku. W źródłach jest po raz pierwszy poświadczony w 1448 r. jako krakowski kupiec, prowadzący handel miedzią (niem. Kupfer; można założyć, że osoby zajmujące się zawodowo miedzią zostały nazwane „Kopernikami”, przy czym przyrostek „-ik” ma charakter słowiański) z Gdańskiem. W czasie wojny trzynastoletniej, w sierpniu 1454 r., brał udział w negocjacjach finansowych pomiędzy kardynałem Zbigniewem Oleśnickim a miastami pruskimi. Około 1458 r. przeniósł się do Torunia, gdzie ok. 1460 r. zawarł małżeństwo z Barbarą Watzenrode.
Rodzina Watzenrode pochodziła z Westfalii i osiedliła się w Toruniu w 1. poł. XIV wieku; nazwisko wiąże się z miejscowością Watzerath. Stanowiła część patrycjatu toruńskiego.

### Kształcenie i młodość

#### Kształcenie początkowe
W 1480 r. Kopernikowie przeprowadzili się z domu przy ulicy św. Anny do kamienicy przy Rynku Staromiejskim 36 (tzw. Kamienica Pod Lwem lub Kamienica Lazurowa); niewykluczone, że przyszły astronom urodził się właśnie w tym budynku, który już wcześniej należał do rodziny. Pomimo że nie zachowały się żadne teksty astronoma w języku polskim, bez wątpliwości znał on ten język na równi z niemieckim i łaciną.
Najprawdopodobniej Mikołaj Kopernik ukończył pierwsze nauki w szkole parafialnej przy kościele św. Janów w Toruniu. Zdaniem niektórych historyków, takich jak Ludwik Birkenmajer, pod koniec XV wieku pobierał nauki we Włocławku. Nauczycielem przyszłego astronoma, wówczas jeszcze młodzieńca, mógł być kanonik włocławski Mikołaj Wodka z Kwidzyna, doktor medycyny zajmujący się również astronomią i astrologią, jeden z domniemanych konstruktorów zegara słonecznego znajdującego się na katedrze włocławskiej . Teoria ta jest jednak mało prawdopodobna, matka astronoma bowiem po śmierci męża w 1483 r. nie wyprowadziła się z Torunia.
Istnieje jeszcze hipoteza, że Mikołaj wraz z Andrzejem uczęszczali do szkoły Braci Wspólnego Życia w Chełmnie, jednak jest ona kwestionowana .

#### Studia w Krakowie
Dzięki protekcji Łukasza Watzenrodego w roku 1491 Andrzej i Mikołaj Kopernikowie rozpoczęli studia w Akademii Krakowskiej (Mikołaj podpisał się Nicolaus Nicolai de Thuronia, co z łaciny oznacza: „Mikołaj, syn Mikołaja, z Torunia”). Czasy jego krakowskich studiów przypadły na okres świetności tzw. krakowskiej szkoły astronomiczno-matematycznej – wykładali tam m.in.: Marcin Król z Przemyśla, Marcin Bylica z Olkusza, Maciej z Miechowa, Jan z Głogowa czy Wawrzyniec Korwin. Jednym z nauczycieli astronomii Kopernika był wówczas Wojciech z Brudzewa, który nie prowadził zajęć na uczelni, ale wykładał prywatnie poza Akademią. Mikołaj studiował na jednym roku z Pawłem z Krosna, Piotrem Tomickim i Bernardem Wapowskim z Radochoniec, z którym przyjaźnił się do końca życia. Studia ukończył w 1495 r., bez uzyskania żadnego tytułu, gdyż utrudniłoby to kontynuowanie nauki we Włoszech, dokąd wyjechał z bratem dzięki wsparciu finansowemu Łukasza Watzenrodego.

#### Święcenia niższe
Prawdopodobnie w okresie studiów w Krakowie otrzymał tzw. niższe święcenia, ponieważ już 26 sierpnia 1495 został kanonikiem warmińskim.
Wbrew powszechnej opinii nie był on jednak wyświęcony na kapłana, a założenie takie było wynikiem pomyłki XX-wiecznego kopernikologa, Lino Sighnolfiego. Odnalazł on dokument, datowany na 20 października 1497, na którym widniał napis „Nicolaus Copernig, canonicus Vuermiensis (...), presbiter constitutus”, co się tłumaczy: „Mikołaj Kopernik, kanonik warmiński (...) stawiwszy się jako ksiądz”. Powtórne badanie tego dokumentu wykazały jednak, że Sighnolfi błędnie odczytał napis, który brzmiał „Nicolaus Copernig, canonicus Vuermiensis (...), personaliter constitutus”, czyli „Mikołaj Kopernik, kanonik warmiński (...) stawił się osobiście”. Innym powodem, dla którego należy wątpić w wyższe święcenia, był fakt, że kapłanom nie wolno było wówczas trudnić się medycyną.
Zdaniem większości kopernikologów astronom nie objął od razu kanonikatu (albo objął, ale wobec oporu kapituły warmińskiej – zrezygnował) i faktycznie odzyskał tytuł dopiero 20 października 1497.

#### Studia w Bolonii
Dzięki staraniom wuja Łukasza w 1496 r. rozpoczął studia prawnicze na Uniwersytecie w Bolonii, wpisując się w styczniu 1497 r. do albumu nacji niemieckiej bolońskiego Uniwersytetu Jurystów. Uniwersyteckie nacje były luźnymi korporacjami, grupującymi studentów według bardzo ogólnych kryteriów geograficznych, a nie narodowych. Do nacji niemieckiej zaliczano wówczas m.in. Polaków, Czechów i Węgrów.
Przyjaciółmi Mikołaja z tamtego okresu byli m.in.: przyszły poeta Ermico Caiado i kanonik Erhard Truchsess. Wykładowcami przyszłego astronoma z zakresu prawa byli m.in. filozof Alessandro Achillini, latynista Antonio Urceo czy kanonista Antonio Burgos, choć tematy prawnicze niezbyt interesowały Kopernika. Słuchał wykładów Pomponacjusza.
Nauczycielami, którzy wywarli na niego największy wpływ, byli: astronom Dominik Maria Novara, geograf Marek z Benewentu i malarz Francesco Francia. Według Birkenmajera lektura dzieła Novary De motu octavae spherae wywarła wpływ na myśl kopernikańską.
20 października 1497 Kopernik pełnoprawnie objął kanonię warmińską, co zapewniło mu utrzymanie do końca życia (władzę sprawował poprzez Andrzeja Cletza i Krzysztofa Tapiaua). W 1500 r. odbył wraz z bratem Andrzejem Kopernikiem podróż do Rzymu, gdzie wygłosił kilka prywatnych wykładów. Tam, w nocy z 5 na 6 listopada 1500, obserwował zaćmienie Księżyca.

#### Studia w Padwie

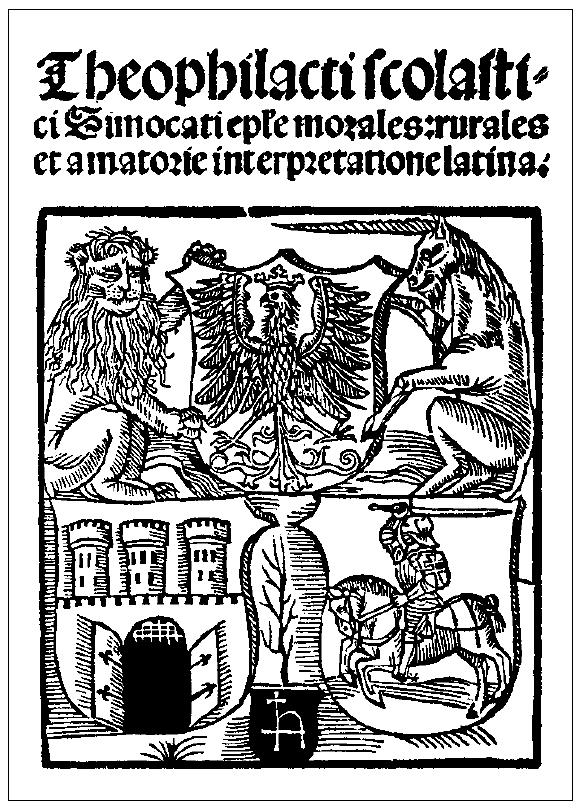
Przekład dzieła Teofilakta Symokatty, na okładce: herby Polski, Litwy, Krakowa

W 1501 r. Kopernik na krótko powrócił na Warmię, po czym 28 sierpnia 1501 uzyskał zgodę kapituły warmińskiej na rozpoczęcie kolejnych studiów medycznych na Uniwersytecie w Padwie, kontynuując studia prawnicze. Wraz z bratem Andrzejem wkrótce udał się do Italii.
Wśród historyków istnieje spór, gdzie i kiedy Kopernik zaczął studia medyczne i czy skończył studia prawnicze jeszcze w Bolonii czy już w Padwie. Dominuje pogląd, że Kopernik uzyskał w Bolonii magisterium sztuki, ale studiował tam także przez rok medycynę. Po przyjeździe do Padwy wznowił studia medyczne, gdzie wykładowcami byli m.in.: Andrea Alpago, Gabriele Zerbi, Giovanni d’Aquila z Lanciano i Pietro Trapolin. Wbrew treści epitafium na grobie Kopernika we Fromborku astronom nigdy nie uzyskał stopnia doktora medycyny. Najprawdopodobniej uzyskał on stopień licencjata, który pozwalał mu na prowadzenie praktyki lekarskiej, co przemawia za twierdzeniem, że studiował medycynę przez rok w Bolonii i kontynuował studia w Padwie przez dwa lata. W Padwie Kopernik studiował także filologię grecką, której uczył się od Niccolò Leonico Tomeo i pod jego wpływem zaczął tłumaczyć z greckiego na łacinę wiersze Teofilakta Symokatty. Latem 1503 r. dobiegał koniec jego studiów i podjął się on obrony doktoratu z prawa kanonicznego na Uniwersytecie w Ferrarze – pomyślny egzamin doktorski odbył się 31 maja 1503.
Przed 10 stycznia 1503 Kopernik objął scholasterię wrocławską św. Krzyża.

### Dalsza dorosłość

#### Pobyt w Lidzbarku Warmińskim

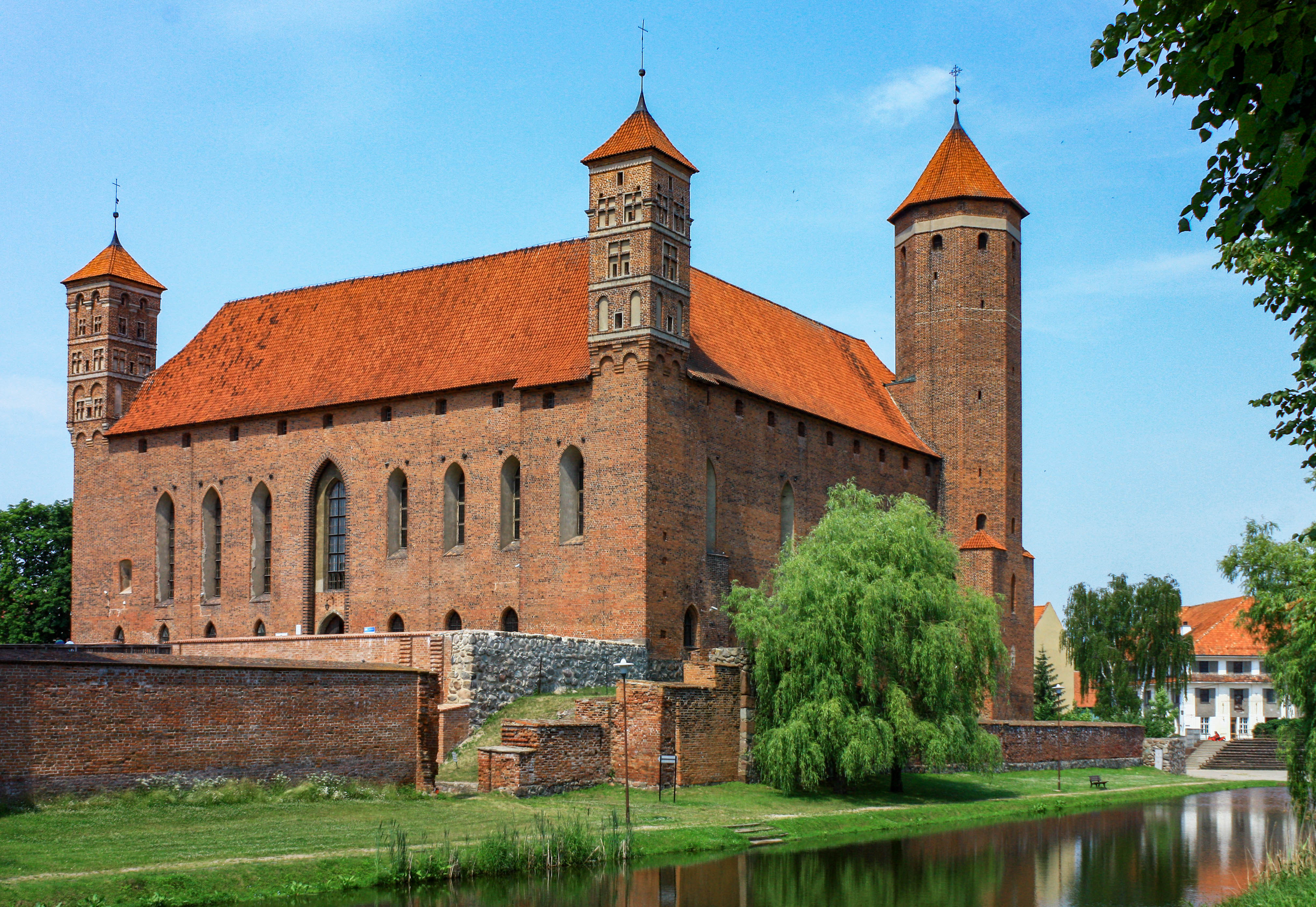
Zamek biskupów warmińskich w Lidzbarku Warmińskim, siedziba bpa Łukasza Watzenrodego

Mikołaj Kopernik powrócił do Polski pod koniec 1503 r. i w kilku następujących latach towarzyszył swojemu wujowi biskupowi warmińskiemu Łukaszowi Watzenrodemu. Dopiero w 1507 r. astronom został na stałe skierowany do Lidzbarka Warmińskiego, by wspierać swojego wuja. Brał udział prawie we wszystkich czynnościach dyplomatycznych i administracyjnych biskupa, uczestniczył m.in. w zjazdach stanów Prus Królewskich. Najprawdopodobniej był obecny na koronacji Zygmunta I Starego w katedrze wawelskiej 7 stycznia 1507, natomiast w 1509 r. uczestniczył w sejmie krakowskim. Ponieważ Kopernik był angażowany do niemal wszelkich spraw dyplomatycznych, sądowych i administracyjnych, nie pozostawało mu wiele czasu na sprawy naukowe. Zajmował się on tam głównie czytaniem, bowiem Lidzbark posiadał dobrze wyposażoną bibliotekę. W tym okresie Kopernik dokończył tłumaczenie Listów Symokatty i sporządził mapy Prus i Warmii.
Prawdopodobnie Łukasz Watzenrode chciał, by jeden z jego siostrzeńców objął po nim biskupstwo, jednak Andrzej w 1507 r. zachorował na trąd i wyjechał do Włoch na leczenie. Wobec takich okoliczności biskup Watzenrode chciał przygotować Mikołaja do sakry, jednak astronom odmówił, wybierając karierę naukową. Prawdopodobne jest, że brak chęci przyjęcia święceń kapłańskich przez Mikołaja Kopernika spowodował konflikt pomiędzy nim a wujem – na tyle ostry, że w pierwszej połowie 1510 r. astronom opuścił Lidzbark i przeniósł się do Fromborka. Od 8 listopada 1510 do 8 listopada 1513 pełnił tam rolę kanclerza kapituły.
5 kwietnia 1512 uczestniczył w wyborze nowego biskupa warmińskiego Fabiana Luzjańskiego. Król Zygmunt I Stary sprzeciwił się temu wyborowi i zaczął negocjować z kapitułą warmińską. W wyniku negocjacji prowadzonych przez Jana Scultetiego ustalono, że król zaakceptuje Luzjańskiego, ale po jego śmierci kapituła ma przedłożyć królowi pełną listę kanoników, z których ten wybierze czterech faworytów. Kopernik, wraz z 7 kanonikami, podpisał 7 grudnia 1512 tzw. układ w Piotrkowie, który gwarantował kapitule prawo wyboru biskupa spośród 4 faworytów królewskich, przy czym musieli oni pochodzić z Prus. Następnie kanonicy złożyli przysięgę wierności królowi Polski. Wśród kanoników formował się opór wobec ingerencji króla, a jednym z opozycjonistów był Andrzej Kopernik, który pomimo choroby w 1512 r. powrócił do kraju. Kapituła odmówiła mu przyznania kanonii, natomiast rok później Mikołaj zrzekł się funkcji kanclerza.

#### Pobyt w Olsztynie

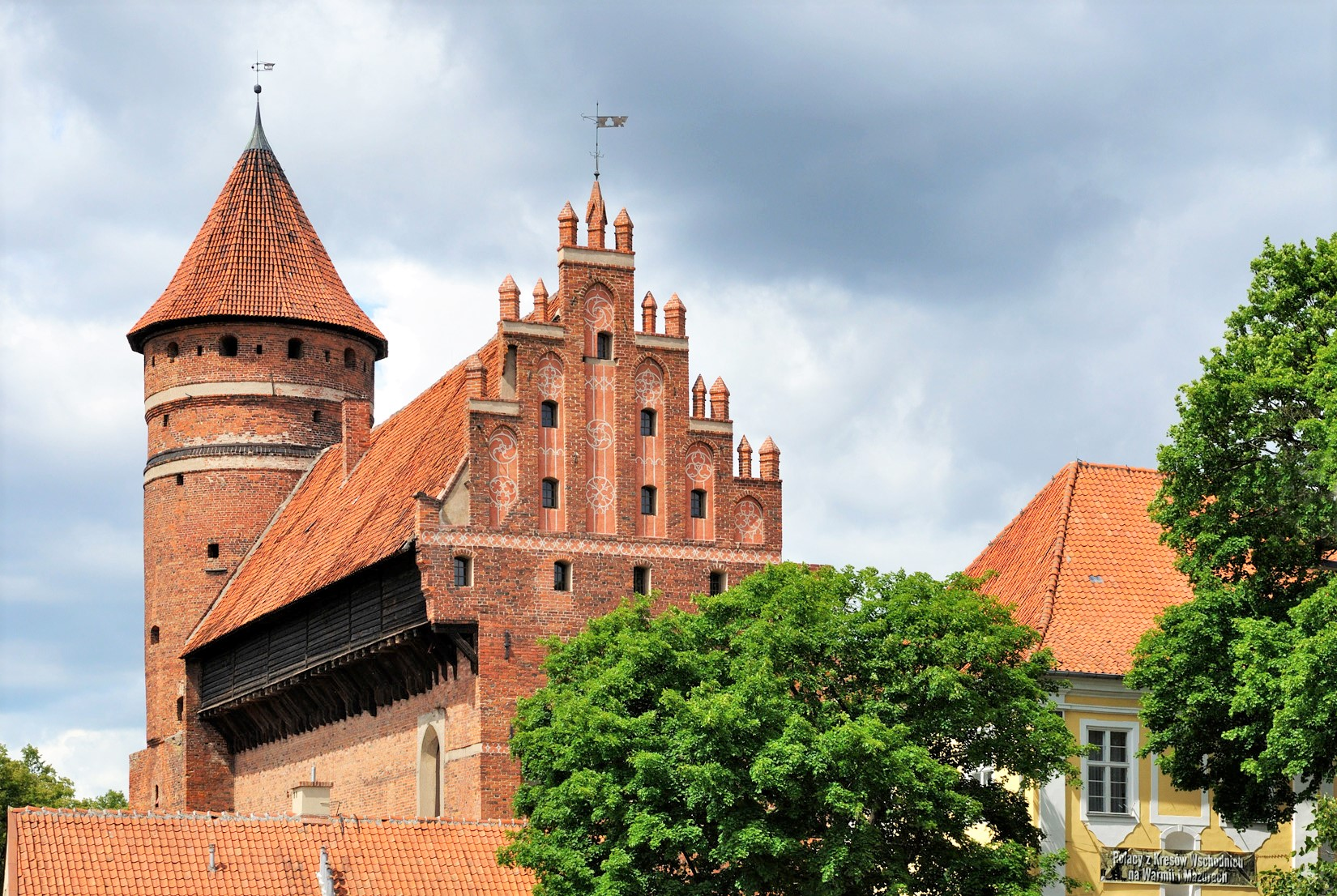
Zamek Kapituły Warmińskiej w Olsztynie, zarządzany przez Kopernika jako administratora dóbr kapitulnych

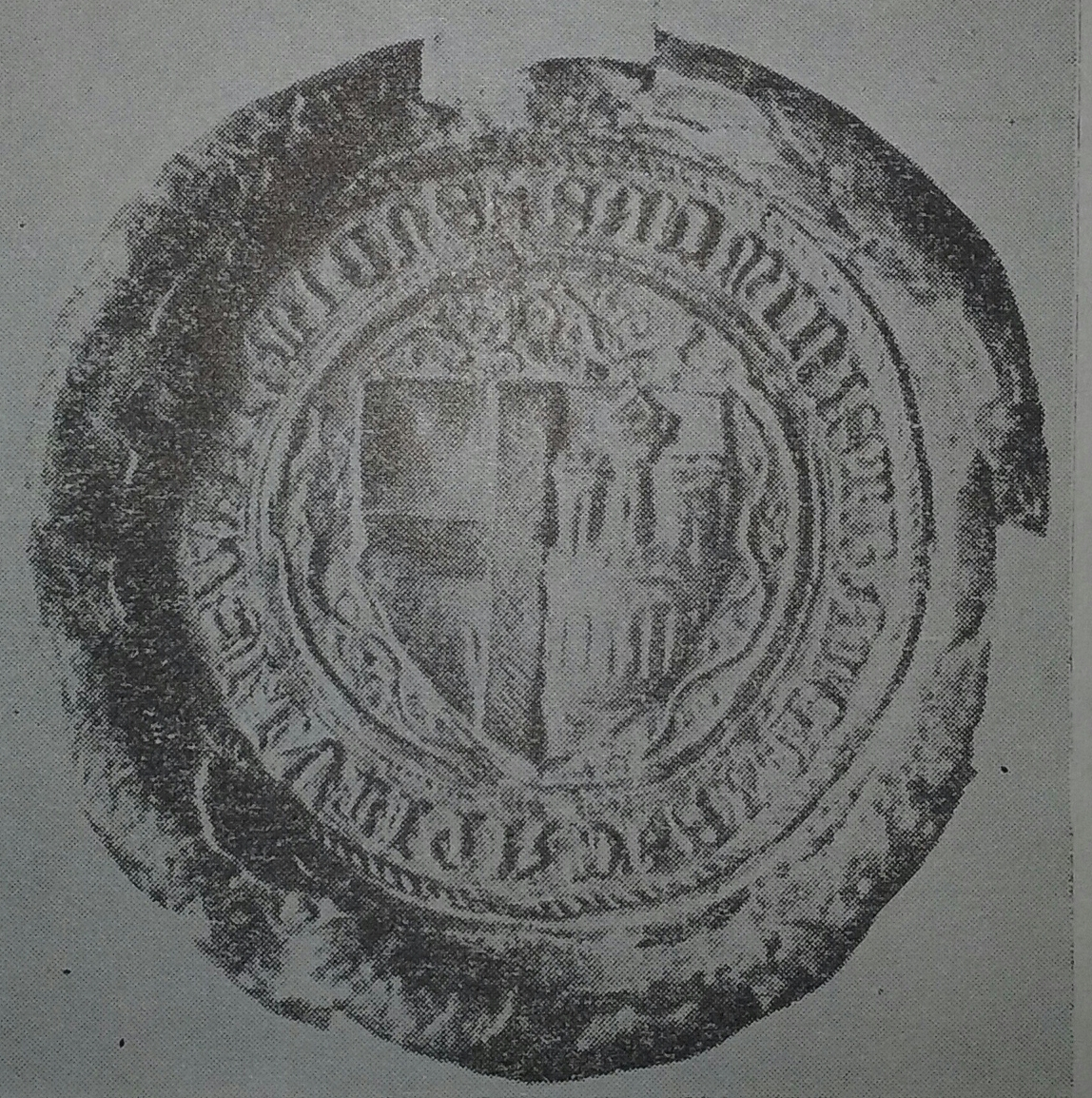
Pieczęć administratora dóbr kapituły warmińskiej (XV/XVI w.)

Nowym kanclerzem kapituły został Tiedemann Giese, natomiast sam astronom w 1516 r. został administratorem dóbr kapituły i sprawował ten urząd do 1519 r., rezydując w Olsztynie. Stąd w latach 1516–1521 zarządzał folwarkami kapituły w komornictwach olsztyńskim i melzackim. W latach 1516–1519 przeprowadził zakrojoną na szeroką skalę akcję kolonizacji opuszczonych łanów we wsiach będących w posiadaniu kapituły. Świadectwem tego są sporządzone przez niego regesty Locationes mansorum desertorum.
Kiedy wybuchła wojna polsko-krzyżacka 1519–1521, 4 stycznia 1520 astronom, wraz z Janem Scultetim, został oddelegowany do negocjacji z wielkim mistrzem zakonu krzyżackiego Albrechtem Hohenzollernem (bezskutecznych). Wkrótce potem, 21 stycznia, Frombork, w którym przebywał Kopernik, został napadnięty i spalony przez Krzyżaków. Wobec opuszczenia Warmii przez większość członków kapituły na barkach Kopernika spoczęło zadanie obrony zamków warmińskich. W 1520 r. został mianowany administratorem dóbr Olsztyna (rezydując na zamku w Olsztynie) i wysłał do Zygmunta Starego list z prośbą o wsparcie wojskowe, który jednak został przechwycony przez Krzyżaków. Jednakże król inną drogą dowiedział się o zagrożeniu głównej twierdzy w południowej Warmii i w końcu listopada 1520 r. nadesłał posiłki – stu zbrojnych pod dowództwem Henryka Peryka z Janowic. Kopernik zwracał się także o pomoc do Jana Scultetiego z Elbląga, którą uzyskał i dzięki temu udało się obronić miasto. Można się często spotkać z informacją, jakoby Kopernik osobiście dowodził obroną twierdzy; w rzeczywistości funkcję tę pełnił Paweł Dołuski. Albrecht Hohenzollern, przegrywając wojnę, został zmuszony do zawarcia czteroletniego rozejmu, 5 kwietnia 1521. W tym samym roku Mikołaj przestał być administratorem dóbr kapituły i 20 sierpnia został komisarzem Warmii.
18 marca 1522 na Sejmie Stanów Pruskich w Grudziądzu Kopernik wystąpił z napisaną przez siebie mową Querela Capituli contra magistrum Albertum et eius ordinem super iniuriis irrogatis 1521 sub indutiis belli (Skarga kapituły na mistrza Albrechta i jego zakon z powodu krzywd wyrządzonych w 1521 r. podczas zawieszenia broni). Na początku 1523 r., zaraz po śmierci biskupa Fabiana Luzjańskiego, Kopernik został mianowany generalnym administratorem biskupstwa warmińskiego i sprawował tę funkcję przez 8 miesięcy. 14 kwietnia 1523, spośród czterech kandydatów królewskich, kapituła wybrała nowym biskupem Maurycego Ferbera, natomiast Kopernik ponownie został kanclerzem kapituły na lata 1524–1525. Po zakończeniu kadencji został oddelegowany jako poseł na sejmik warmiński, gdzie potępił reformację, a w 1529 r. po raz ostatni pełnił funkcję kanclerza kapituły warmińskiej.

#### Pobyt we Fromborku

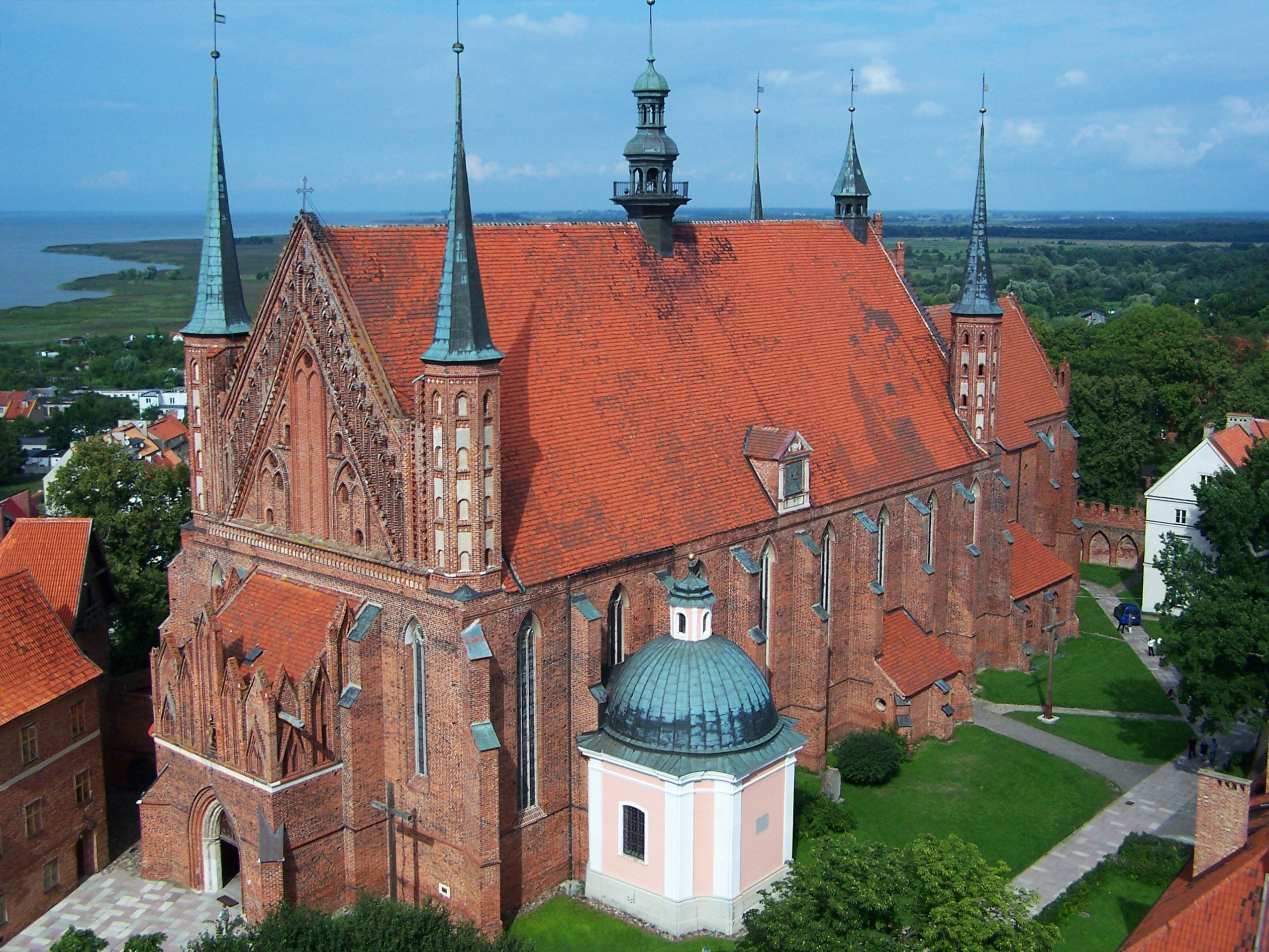
Katedra we Fromborku. Siedziba kapituły warmińskiej, której kanonikiem był Kopernik przez 48 lat życia

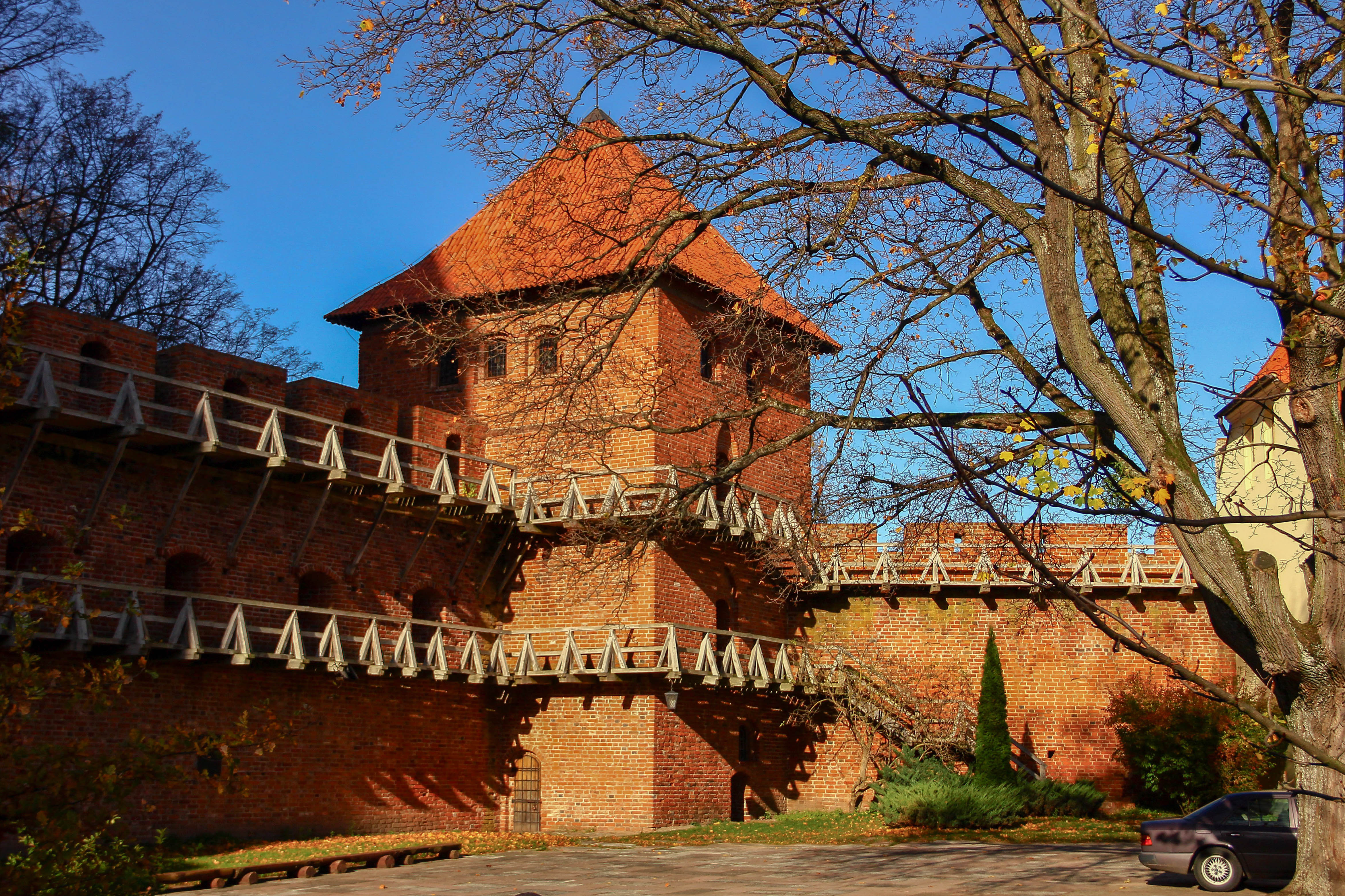
Wieża Kopernika we Fromborku – widok z dziedzińca

Po powrocie do Fromborka Kopernik mógł spokojnie oddać się pracy naukowej. Według jego biografów żył bardzo skromnie, poniżej przeciętnej pozostałych kanoników. Wśród kanoników była najliczniejsza grupa z Gdańska; z Torunia był tylko Kopernik i Snellenberg, a z Elbląga nie było nikogo. Ponadto nikt nie podzielał astronomicznych zainteresowań Mikołaja, zatem musiał się on czuć samotnie. Był za to ceniony jako ekonomista i lekarz. W swoim księgozbiorze posiadał pozycje m.in. Valescusa z Taranty czy Arnolda de Villanovy.
Po śmierci biskupa warmińskiego Maurycego Ferbera, zgodnie ze zwyczajem, król przesłał cztery nazwiska do kapituły, aby spośród nich wybrać nowego ordynariusza. Byli to:
- Jan Dantyszek (niezatwierdzony koadiutor Ferbera),
- Jan Timmermann (siostrzeniec Ferbera),
- Achacy von der Trenck,
- Mikołaj Kopernik[82].

Dantyszek został niemal natychmiast wybrany (z powodu choroby objął diecezję dopiero po roku), natomiast Tiedemann Giese został biskupem chełmińskim.
Po elekcji Dantyszka Kopernik poświęcił się obserwacjom nieba i zrzekł się scholasterii wrocławskiej. Wkrótce potem biskup chciał rozprawić się ze swoimi antagonistami, wśród których był Aleksander Sculteti, bliski przyjaciel astronoma. Dantyszek rzucił na niego podejrzenia o herezję i doprowadził do jego wygnania, co spowodowało jeszcze większe wyobcowanie Kopernika. Chcąc załagodzić sytuację, biskup utrzymywał korespondencję z doktorem Mikołajem, wychwalając jego dzieło. Pomimo chłodnych stosunków biskup konsekwentnie popierał teorie astronoma. Pierwszy rękopis dzieła Kopernika miał zostać oddany do druku w 1535 r. przez Bernarda Wapowskiego, lecz ten zmarł, a sam almanach zaginął.
Dzięki zabiegom Dantyszka, wieści o Koperniku i teorii heliocentrycznej dotarły do Wittenbergi i zainteresowały tamtejszego profesora matematyki Jerzego Retyka. W 1539 r. Retyk przybył do Fromborka i przez kilka tygodni obserwował niebo i studiował teksty Kopernika. Przez dwa następne lata Retyk był uczniem Kopernika, zarówno w zakresie astronomii, jak i trygonometrii (którą potem sam rozwinął w pracy De lateribus triangulorum). Pierwsze wydanie Narratio prima ukazało się w Gdańsku 16–31 marca 1540 r. w oficynie Rhodego. W Bazylei w 1541 r. wyszło drukiem drugie wydanie Narratio prima, w której Retyk głosił zasady heliocentryzmu. Wiosną tego roku zmęczony astronom pojechał do Królewca, aby uleczyć radcę księcia Albrechta, Georga von Kunheima. Pod koniec 1541 r. Retyk powrócił do Wittenbergi, natomiast w połowie 1542 r. Kopernik wysłał dzieło De revolutionibus do druku w Norymberdze.

### Śmierć i dziedzictwo

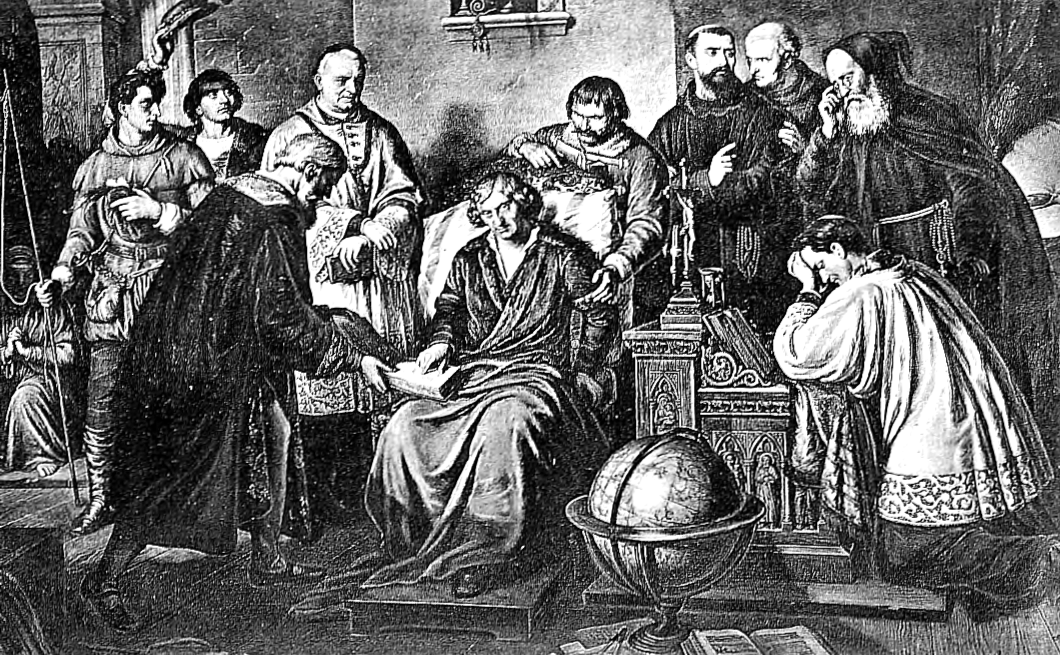
Aleksander Lesser, Śmierć Mikołaja Kopernika – grafika z XIX wieku

W grudniu 1542 r. astronom doznał udaru mózgu, w wyniku czego utracił mowę, a prawa strona jego ciała została sparaliżowana. Przy chorym czuwali wówczas Fabian Emmerich oraz Jerzy Donner. W czasie choroby 21 marca 1543 została wydana książka astronoma i według legendy dotarła ona do Kopernika w ostatnim dniu jego życia. Astronom zmarł prawdopodobnie pomiędzy 7 a 21 maja 1543 we Fromborku, choć większość źródeł podaje datę 24 maja. Jego kanonię objął Michał Loitz, wieżę – Achacy von Trenck, natomiast allodium – Leonard Niederhoff.
Swój bogaty księgozbiór przekazał w testamencie diecezji warmińskiej. Książki te wraz z archiwum biskupów warmińskich i księgozbiorem kapituły warmińskiej w 1626 r. trafiły w ręce Szwedów, którzy splądrowali bibliotekę przy katedrze we Fromborku. Z polecenia Gustawa II Adolfa zbiory te trafiły do biblioteki Uniwersytetu w Uppsali, która zdobyła najsłynniejsze na świecie kopernikana. Ze szwedzkiego raportu Bibliotheca Copernicana z 1914 r. wynika, że spośród 46 tomów kopernikańskich z notatkami astronoma:
- 39 znajduje się w bibliotece Uniwersytetu w Uppsali,
- dwa w bibliotece Obserwatorium Astronomicznego w Uppsali,
- jeden w Bibliotece Narodowej Szwecji.

Zbiory te stały się obiektem polsko-szwedzkich projektów naukowych.
W 1629 r. Jan Brożek odnalazł i opublikował łaciński poemat Mikołaja Kopernika Septem sidera.

### Życie prywatne
Mikołaj Kopernik był podejrzewany o konkubinat ze swoją gospodynią Anną Schilling. Relacje mu współczesnych sugerują, że był jej bardzo oddany i że łączyła ich więcej niż przyjaźń. Około 1 grudnia 1538 biskup warmiński Jan Dantyszek zwrócił się listownie do kanonika fromborskiego Feliksa Reicha, by ten w jego imieniu publicznie potępił Kopernika za związek z kobietą. Z listu Reicha do biskupa, datowanego na 23 stycznia 1539, wynika, że kanonik wzbraniał się przed sprawianiem swojemu przyjacielowi problemów, zwłaszcza że utrzymywał, iż nie zauważył niewłaściwego zachowania obojga.
Biskup Dantyszek listownie kilka razy nakazywał Kopernikowi, aby usunął tę kobietę ze swojego domu, astronom jednak odwlekał tę decyzję, tłumacząc to trudnościami w znalezieniu dla niej nowego lokum. Ostatecznie w styczniu 1539 r. Anna Schilling opuściła Frombork i wyjechała do Gdańska.

### Spór o narodowość Kopernika

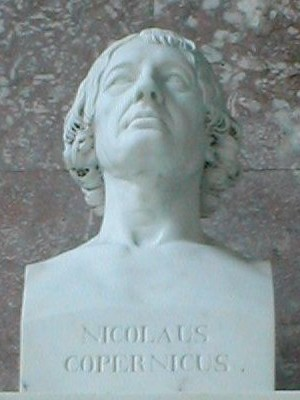
Pomnik Mikołaja Kopernika w niemieckiej Walhalli, Donaustauf (Bawaria)

Narodowość Mikołaja Kopernika wywoływała spory między Polakami a Niemcami. Badacze z obu narodów dowodzili, że Kopernik był ich rodakiem. Sam Kopernik żył w czasach, kiedy normy przynależności narodowej opierano na podstawie zamieszkania w danym państwie lub wierności jego władcy. Język i religia nie stanowiły dominującego czynnika w kwestiach narodowościowych. Rozumowanie przynależności narodowej w oparciu o religię pojawiło się w XVI wieku, a o język na przełomie XVIII i XIX. W De revolutionibus orbium coelestium Kopernik pisze, że jego rodzinnym miastem jest Toruń. Astronom dochowywał wierności królom Polski z dynastii Jagiellonów. 16 listopada 1520 roku napisał list do króla Zygmunta I Starego, w którym polecał swoją służbę. Pismo zostało jednak przejęte przez zakon krzyżacki i nigdy nie dotarło do adresata.
Problem z narodowością Kopernika pojawił się w XVIII wieku. Ze względu na powszechne wówczas mylenie Prus Królewskich z Książęcymi Kopernik raz był nazywany mieszkańcem Rzeczypospolitej, a raz Prusakiem. Zmiana nastąpiła po rozbiorach. Niemieccy politycy i intelektualiści zaczęli głosić, że Kopernik był Niemcem. Pogląd ten miał ułatwić uzasadnienie rozbiorów Polski. Filozof Johann Gottfried Herder, choć potępił I rozbiór Polski, z niechęcią pisał o miejscu pochodzenia Kopernika. W okresie romantyzmu Kopernik stanowił jeden z symboli wyższej kultury nad „zacofanymi Słowianami”. W następnych latach wśród niemieckich historyków pojawił się spór o pochodzenie Kopernika.
Polscy biografowie Kopernika uważali, że za polskością astronoma przemawia nazwisko oraz udział Kopernika w wojnie z zakonem krzyżackim w latach 1519–1521. Do 2015 roku polscy naukowcy głosili, że nazwisko wywodzi się z miejscowości Koperniki na Śląsku. W I połowie XIX wieku podejrzewano również, że nazwisko ma pochodzenie czeskie. Pogląd o nazwisku wywodzącym się z Koperników ten odrzucił autor pierwszej niemieckiej monografii poświęconej Kopernikowi Leopold Prowe. Argumentował on, że nazwisko oraz nazwa miejscowości mogą wywodzić się z łacińskiego cuprum lub niemieckiego Kupfer, będącymi określeniami na miedź. Stąd powstał rzeczownik kopernik określający osobę wydobywającą miedź. Etymologia ta została później przyjęta również przez polskich językoznawców. Niemiecka historyk Karin Friedrich zwróciła z kolei uwagę na to, że w wojnie z zakonem krzyżackim walczyło wielu niemieckojęzycznych mieszkańców, przez co argument ten nie przesądza o przynależności narodowej Kopernika. Innym przedmiotem sporu stała się przynależność Kopernika do kościoła katolickiego. Fakt ten wykorzystali XIX-wieczni polscy historycy jako kolejny dowód na polskość astronoma. Spór o narodowość Kopernika nie wygasł po odzyskaniu przez Polskę niepodległości. Podczas II wojny światowej niemieccy historycy wielokrotnie odwoływali się XIX-wiecznych badań oraz tworzyli nowe pseudonaukowe teorie, które miały dowodzić niemiecką narodowość Kopernika. Po wojnie pamięć o niemieckości Kopernika kontynuowali pochodzący z Prus mieszkańcy Republiki Federalnej Niemiec.
Zdaniem niemieckich naukowców za niemieckim pochodzeniem Kopernika miały świadczyć m.in. przynależność do związku studentów niemieckich na Uniwersytecie Bolońskim, pisanie nazwiska przez dwa „p”, pisanie listów w języku niemieckim. O przynależności do związku studentów niemieckich pisał m.in. Hans Schmauch w 1943 roku. Polscy historycy podkreślali, że językiem urzędowym w Rzeczypospolitej była łacina, stąd nie zachowały się pisma Kopernika w języku polskim. Według Mariana Biskupa i Janusza Małłka Kopernik znał język polski.
W 1766 roku książę Józef Aleksander Jabłonowski sfinansował wykonanie popiersia Kopernika. Na rzeźbie uwieczniono inskrypcję podkreślającą polskie pochodzenie astronoma. Pomnik wykonany przez Wojciecha Rojowskiego miał stanąć na Rynku Staromiejskim w Toruniu, jednak ze względu na złą jakość prac nie stanął na miejscu. Ostatecznie rzeźba stanęła w kościele św. Janów w Toruniu. Z inicjatywy Stanisława Staszica w 1830 roku stanął pomnik Mikołaja Kopernika w Warszawie. W inskrypcji zaznaczono, że pomnik wystawili wdzięczni astronomowi rodacy. W XIX wieku polscy historycy naleźli w archiwach informacje o przodkach Mikołaja Kopernika pochodzących z Krakowa. Zdaniem historyków przebywanie Koperników przez trzy pokolenia w Krakowie stanowi wystarczająco długi czas, by uznać Mikołaja Kopernika za Polaka z pochodzenia. Relacje pomiędzy Mikołajem Kopernikiem a Kopernikami z Krakowa zostały później podważone (m.in. przez Krzysztofa Mikulskiego). 25 października 1853 roku w Toruniu stanął pomnik Mikołaja Kopernika wykonany przez Christiana Friedricha Tiecka. Inicjatorem budowy pomnika było niemieckie towarzystwo Copernicus Denkmalverein (po 1854 przekształcone w towarzystwo naukowe Coppernicus-Verein für Wissenschaft und Kunst). Idea stawiania pomników nie stanowiła jeszcze rywalizacji narodowej, a stanowiła formę oddania czci astronomowi.
W 1873 roku w Toruniu odbyły się osobne obchody 400-rocznicy urodzin astronoma. Organizatorem niemieckich obchodów był Leopold Prowe, polskich ks. Ignacy Polkowski.

## Losy szczątków Kopernika

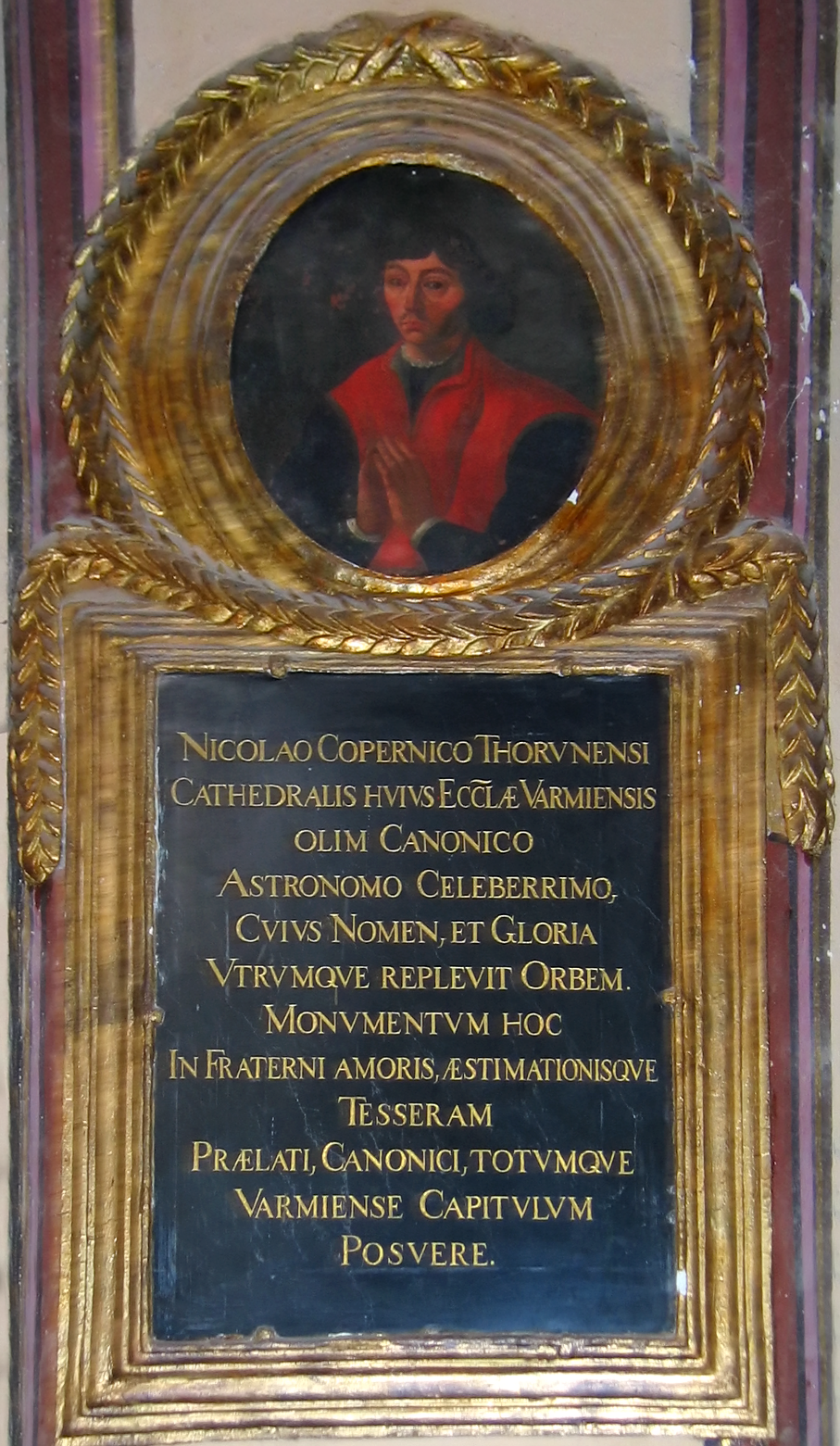
Pierwsze epitafium Kopernika w katedrze fromborskiej

### Poszukiwania przed XXI wiekiem
Domniemanym miejscem pochówku Kopernika była katedra we Fromborku, w której w 1580 r. biskup Marcin Kromer umieścił epitafium (na południowej ścianie, w pobliżu grobu św. Bartłomieja). Jednakże koncepcja ta została podana w wątpliwość za sprawą Melchiora Pyrnesiusa, który dwa lata później ufundował Kopernikowi epitafium w toruńskim kościele św. Janów. W XVIII wieku epitafium Kromera zostało zniszczone i zastąpione nowym.
Grobu Mikołaja Kopernika poszukiwano kilkakrotnie, skupiając się na bardziej prawdopodobnym Fromborku. Pierwsze takie prace podjęło Towarzystwo Warszawskie Przyjaciół Nauk w 1802 r., kolejne przeprowadzono w 1909 r. i 1939 r. Prawdopodobnie w czasie II wojny światowej poszukiwania prowadzili także Niemcy, którzy stwierdzili, że grób musi się znajdować niedaleko ołtarza znanego wtedy jako ołtarz św. Wacława (później: św. Krzyża). Wszystkie te próby zakończyły się niepowodzeniem.

### Odnalezienie szczątków we Fromborku
Od 2004 r. podejmowane były próby odnalezienia grobu Kopernika w archikatedrze we Fromborku przez zespół prof. Jerzego Gąssowskiego oraz pracowników Instytutu Antropologii i Archeologii Wyższej Szkoły Humanistycznej w Pułtusku. Zespół opierał się na zmodyfikowanej przez olsztyńskiego historyka – dr. Jerzego Sikorskiego – teorii niemieckiego badacza dziejów Kopernika, Leopolda Prowego, który zwrócił uwagę, że do XVIII wieku obowiązywał zwyczaj oddawania kanonikom pod dożywotnią opiekę poszczególnych ołtarzy w katedrze, pod którymi spoczywali po śmierci. Kopernik był kanonikiem fromborskiej katedry, z dokumentów pisanych wynikało, że jego pieczy powierzono drugi ołtarz w nawie południowej. W kalkulacjach Prowego ołtarz Kopernika miał być w nawie południowej przy drugim filarze od głównego wejścia.
W świetle studiów prof. Sikorskiego Prowy pomylił się i w niewłaściwy sposób liczył on kolejność ołtarzy: należało liczyć od strony prezbiterium. Dlatego pod tym ołtarzem prowadzone były wykopaliska w 2004 r. Wtedy odkryto tam kilka grobów z różnych epok, ale w żadnym nie zidentyfikowano kości astronoma. Kontynuacja badań przy tym samym ołtarzu w 2005 r. doprowadziła do odnalezienia szkieletu, który mógł należeć do Kopernika, gdyż m.in. określono wiek zmarłego na 60–70 lat.

### Potwierdzenie tożsamości

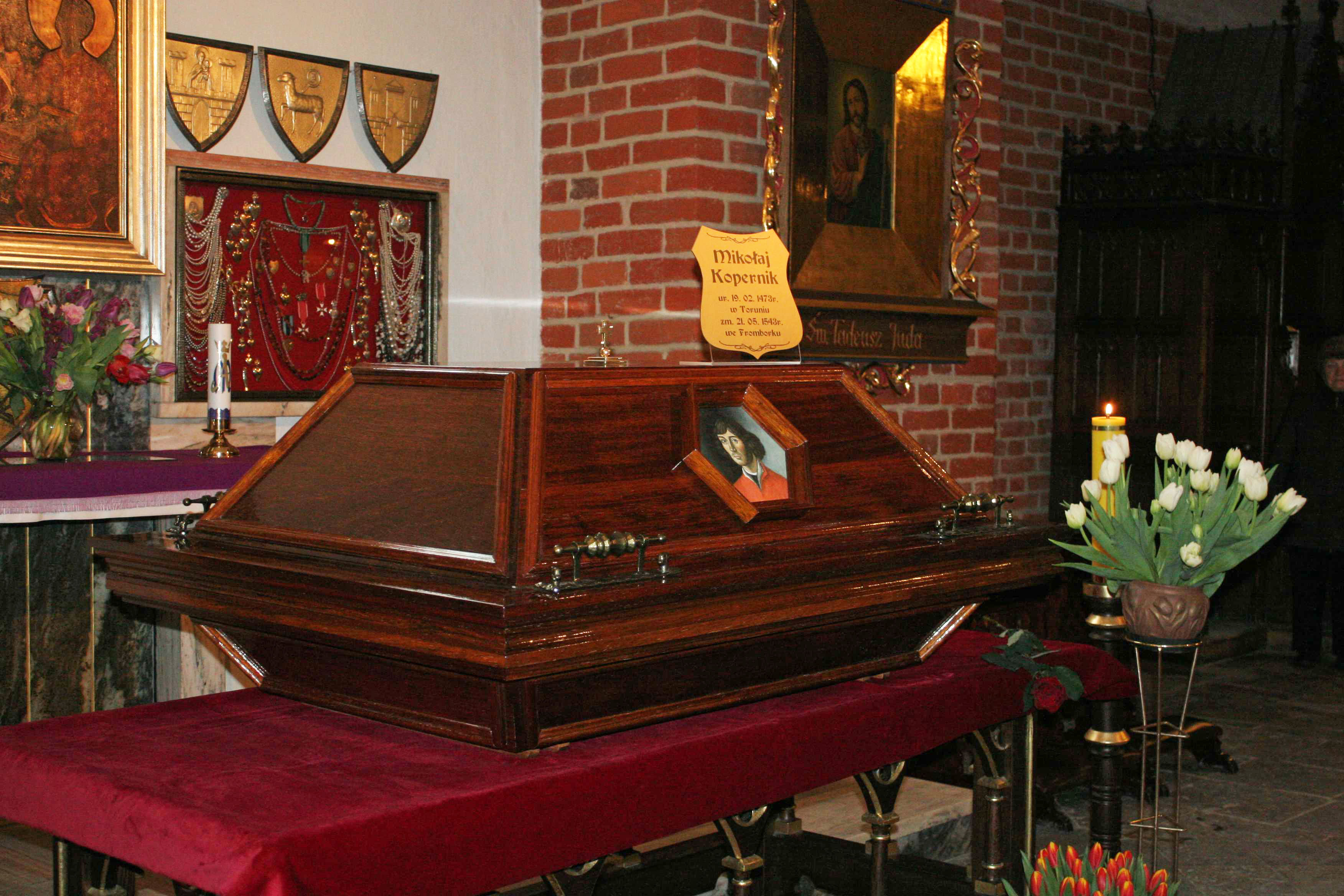
Trumna ze szczątkami Kopernika w bazylice katedralnej w Olsztynie

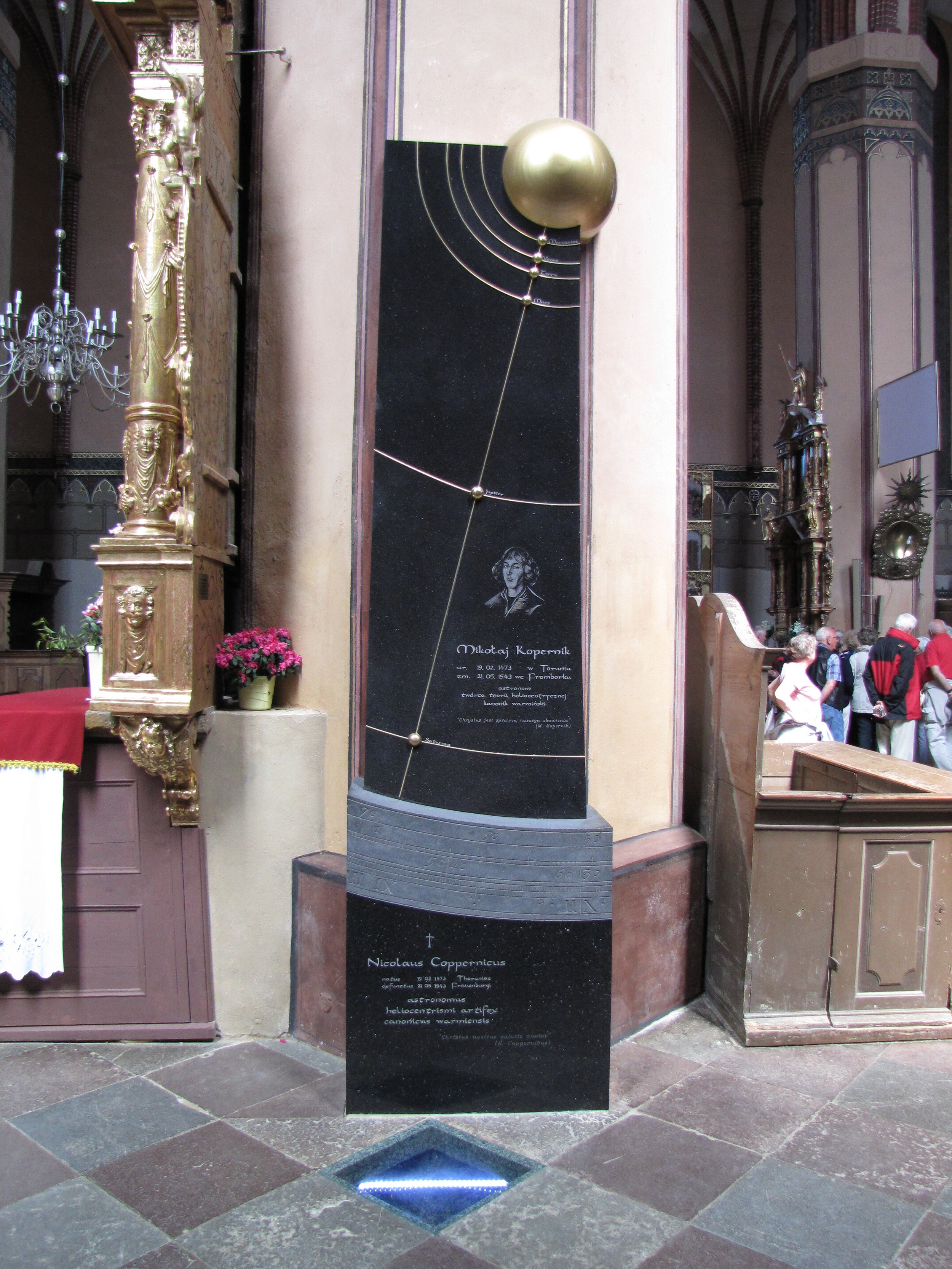
XXI-wieczny grób Kopernika w katedrze fromborskiej

#### Rysy twarzy
Przypuszczenie utwierdziła zgodność wyglądu twarzy, odtworzonej na podstawie znalezionej tam czaszki, z wyglądem twarzy astronoma, znanej z istniejących portretów. Rekonstrukcję twarzy na podstawie czaszki wykonał podinspektor mgr Dariusz Zajdel, ekspert z zakresu antroposkopii kryminalistycznej z Centralnego Laboratorium Kryminalistycznego Policji w Warszawie. Zespół profesora Gąssowskiego ogłosił wówczas odnalezienie grobu Kopernika z „97% pewnością”.
Na etapie prowadzonych badań antropometrycznych i dokumentacyjnych wykonano także trójwymiarowe (3D) skanowanie czaszki (wykonane przez antropologa mgra Sebastiana Tyszczuka i Pracownię Pomiaru Przestrzennego). Dokumentacja taka pozwoliła m.in. na wykonanie rekonstrukcji twarzy metodą plastyczną (Gierasimowa) w oparciu o model czaszki wykonany z tworzywa sztucznego w technice produkcji sterowanej numerycznie. Potwierdziła ona poprawność wcześniej wykonanej zmodyfikowanej rekonstrukcji graficznej. W nowej rekonstrukcji Kopernik ma jasne oczy.

#### Badania genetyczne
Potwierdzenie autentyczności odnalezionej czaszki początkowo zamierzano uzyskać dzięki zbadaniu DNA biskupa warmińskiego i zarazem wuja astronoma Łukasza Watzenrodego lub innych jego krewnych, jednak miejsca ich pochówków są nieznane. Ostatecznie pozytywna identyfikacja szczątków Kopernika stała się możliwa w 2008 r. dzięki należącej do astronoma księdze Stöfflera, którą po potopie Szwedzi zrabowali, a potem znalazła się w muzeum w Uppsali. Materiał genetyczny pobrany z kilku włosów znalezionych w księdze w dwóch okazał się identyczny z materiałem genetycznym osoby, której szczątki odnaleziono w katedrze fromborskiej. Syn Mikołaj odziedziczył po Barbarze Kopernik haplogrupę H.

### Ponowny pochówek
19 lutego 2010, w 537. rocznicę narodzin astronoma, IUPAC nadała pierwiastkowi 112 nazwę kopernik (łac. copernicium).
W tym samym dniu w bazylice katedralnej św. Janów w Toruniu odbyła się uroczysta msza, podczas której był wystawiony sarkofag z doczesnymi szczątkami Mikołaja Kopernika. Następnie sarkofag został przewieziony do Olsztyna, gdzie do 16 marca wystawiony był na widok publiczny w bazylice konkatedralnej św. Jakuba, a następnie do 21 maja na Zamku Kapituły Warmińskiej. Stamtąd 21 maja sarkofag został przewieziony do Fromborka, gdzie 22 maja w bazylice katedralnej odbyła się ponowna ceremonia pogrzebowa Mikołaja Kopernika. W drodze do Fromborka kondukt z sarkofagiem Kopernika zatrzymał się w miastach z nim związanych – Dobrym Mieście, Lidzbarku Warmińskim, Ornecie, Pieniężnie i Braniewie.

## Dorobek badawczy

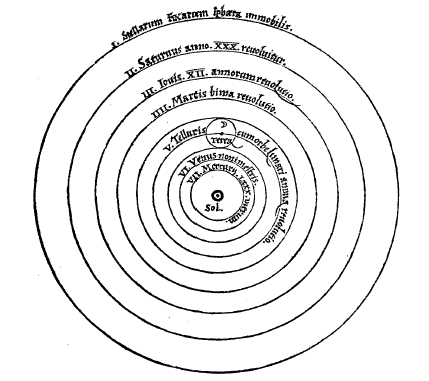
Kopernikowska wizja Wszechświata w De revolutionibus orbium coelestium

Wśród najważniejszych osiągnięć Kopernika wymienia się:
- opracowanie, ujęcie w naukowe ramy i rozpowszechnienie teorii heliocentrycznej (astronomia), pierwszy raz sformułowanej przez Arystarcha z Samos;
- sformułowanie prawa Kopernika-Greshama (ekonomia);
- sformułowanie twierdzenia Kopernika (geometria).

### Astronomia
Pierwsze wydanie epokowej pracy De revolutionibus orbium coelestium, dedykowanej papieżowi Pawłowi III, wydrukowane zostało w Norymberdze w 1543 r. w nakładzie 400–500 egzemplarzy. Egzemplarz pierwszego wydania znajdował się w zbiorach Collegium Hosianum w Braniewie. W 1626 r. dzieło to wraz z innymi łupami trafiło do Szwecji. Jeden z egzemplarzy tego wydania znajduje się także w bibliotece Ossolineum we Wrocławiu.
Około 30 lat wcześniej Kopernik przedstawił główne założenia swej teorii w dziele Commentariolus (Mały komentarz), które było znane w rękopisie wielu astronomom, ale wydrukowane dopiero w XIX wieku.
Na apel Soboru Laterańskiego Kopernik w 1513 r. opracował i wysłał do Rzymu własny projekt reformy kalendarza. Wówczas też otrzymał od kapituły warmińskiej dom we Fromborku. W 1514 r. kupił na własność za 175 grzywien srebra basztę północno-zachodnią w obrębie wewnętrznych murów warowni fromborskiej. Na zapleczu swojego domu zbudował płytę obserwacyjną (pavimentum) i sporządził wzorowane na starożytnych instrumenty astronomiczne (kwadrant, triquetrum i sferę armilarną). We Fromborku przeprowadził około 30 zarejestrowanych obserwacji astronomicznych. Obserwował m.in. Marsa i Saturna, przeprowadził serię czterech obserwacji Słońca. Odkrył wówczas zmienność mimośrodu Ziemi i ruch apogeum słonecznego względem gwiazd stałych.

### Ekonomia
W 1517 r. powstała nieoficjalnie pierwsza wersja traktatu monetarnego zidentyfikowana jako napisana przez Mikołaja Kopernika. W 1519 r. napisał on drugą wersję traktatu monetarnego, różnie nazywaną, w zależności od tłumaczenia i przekładu, m.in. Traktatem o monetach. Na zjeździe stanów Prus Królewskich w Grudziądzu (rozpoczętym 17 marca 1522), wygłosił publicznie traktat o monetach (21 marca). W swoim wystąpieniu zaapelował o unifikację systemu monetarnego, z jednoczesnym zachowaniem szeląga jako waluty. Chciał jednak, aby ustalić stały stosunek szeląga do grosza (60 szelągów miało się równać 20 groszom). Kilka miesięcy później gdańska mennica rozpoczęła bić nową monetę, lecz wobec protestów szlachty król wstrzymał emisję.
Po hołdzie pruskim Prusy Zakonne straciły prawo do bicia własnej monety, a mennice większych miast zostały zamknięte. W lipcu 1526 r. ustalono, że zostanie wprowadzona nowa, „lepsza” moneta z wizerunkiem króla. Sprzeciwiał się temu książę Albrecht, jednak edykt królewski wydany 8 maja 1528 zarządził bicie nowej monety zgodnie z postulatami Kopernika (prawo Kopernika-Greshama). Myśl ekonomiczna, w dziedzinie nazwanej potem polityką pieniężną, została później jeszcze bardziej rozwinięta. W 1528 r. Kopernik ukończył dzieło tłumaczone jako Sposób bicia monety.

### Medycyna
Mikołaj Kopernik był praktykującym lekarzem. Chociaż większość swojego życia ordynował typowe dla epoki, wieloskładnikowe leki (zawierające, m.in.: minerały, „róg jednorożca”, zioła i żywice), miał pewne osiągnięcia w zakresie medycyny prewencyjnej. W 1519 r. podczas epidemii nieokreślonej choroby zakaźnej na wybrzeżu, z jego inicjatywy wybudowano rurociąg, dzięki czemu ludność Warmii i Pomorza była zaopatrzona w świeżą wodę.

## Odbiór dzieł Kopernika

### Luter i jego otoczenie
Teorię Kopernika skrytykował w jednej z prywatnych rozmów Marcin Luter, uważając, że „wywraca ona astronomię do góry nogami”. Teorię krytykował również Filip Melanchton, który jednak w późniejszym okresie złagodził swoją opinię i bardziej przychylnie odnosił się do heliocentryzmu jako hipotezy matematycznej. Kościoły ewangelickie nigdy nie wytworzyły mechanizmów prześladowania uczonych promujących heliocentryzm.
W kręgu uczonych związanym z Melanchtonem i Uniwersytetem w Wittenberdze rozpowszechniła się interpretacja teorii Kopernika, która odrzucała jej kosmologiczne założenia (wyjątkiem był tu Jerzy Joachim Retyk), jednak doceniała jej walory matematyczne, np. eliminację ekwantu. Członek tego kręgu, Erasmus Reinhold, profesor i w pewnym okresie rektor Uniwersytetu w Wittenberdze, entuzjastycznie oceniał matematyczny opis Kopernika i opierając się na nim, stworzył tablice astronomiczne zwane Tabulae prutenicae, których poprawność doprowadziła do szerszego zainteresowania teorią Kopernika.

### Inni protestanci i niekatolicy
W XVI i XVII w. Kopernik miał rosnące grono zwolenników i sympatyków:
- Tycho Brahe; duński astronom nazywał Kopernika drugim Ptolemeuszem, jednak odrzucał jego heliocentryzm, próbując połączyć elementy jego teorii z paradygmatem geocentrycznym.
- Thomas Digges, angielski matematyk i astronom; był zwolennikiem heliocentryzmu i stał się jego pierwszym propagatorem w Anglii. Digges przetłumaczył kosmologiczną część De revolutionibus orbium coelestium i opublikował ją w roku 1576, dołączając do tego tekstu własną teorię nieskończonego Wszechświata, w którym nieruchome gwiazdy rozmieszczone są w różnych odległościach od Słońca[135].
- Giordano Bruno, włoski filozof;
- Michael Maestlin, niemiecki matematyk i astronom;
- Johannes Kepler, uczeń Brahego i Maestlina; ten niemiecki astronom stworzył udoskonaloną teorię heliocentryczną, uwzględniającą m.in. eliptyczny kształt orbit[136][18] .

### Kościół katolicki
5 marca 1616 decyzją Świętego Oficjum De revolutionibus i wszystkie inne prace mówiące o ruchu Ziemi (jako realnym zjawisku, a nie tylko instrumentalnie traktowanej hipotezie), w tym dzieła Keplera, zostały umieszczone na Indeksie Ksiąg Zakazanych. Sprawę kontynuowano w 1633 r., po opublikowaniu przez Galileusza Dialogu o dwu najważniejszych układach świata, Ptolemeuszowym i Kopernikowym (1632). W dniu 22 czerwca 1633 włoski astronom został publicznie osądzony za głoszenie heretyckich poglądów, zmuszony do uznania swojej winy i skazany na areszt domowy. Dopełnieniem tego procesu była decyzja z 23 kwietnia 1634 o wciągnięciu Dialogu na Indeks. Dzieła kopernikowskie, traktujące heliocentryzm jako prawdę naukową, pozostały tam formalnie aż do 11 września 1822, kiedy to został anulowany zakaz ich wydawania, a praktycznie aż do 1835 r., gdy ukazała się nowa edycja Indeksu, w której już ich nie wymieniono.
Według teologów katolickich teoria Kopernika nie była udowodniona w stopniu, który usuwałby wątpliwości natury naukowej i teologicznej. Najwybitniejsi filozofowie i astronomowie epoki: Justus Lipsius, Joseph Scaliger, Francis Bacon opowiadali się za systemem Ptolemeusza. W 1620 r. Kongregacja Indeksu Ksiąg Zakazanych uznała, że nowej teorii nie można podawać jako pewnik, zezwalając jednak na traktowanie jej jako hipotezy. Dopiero w wydaniu Indeksu przejrzanym przez Benedykta XIV z tekstu dekretów znika zapis zakazujący dzieł traktujących o heliocentryzmie, na samej liście pozostają jednak książki wpisane na tej podstawie.

## Upamiętnienie

### Nazewnictwo

#### Terminy naukowe
Lista nie zawiera nazw miejsc na Ziemi i w Kosmosie – opisuje je inna sekcja.
- Kopernikanizm w astronomii;
- Przewrót kopernikański w historii nauki;
- Zasada kopernikańska w kosmologii i filozofii nauki;
- Twierdzenie Kopernika w geometrii płaskiej;
- Prawo Kopernika-Greshama w ekonomii;
- badania nad życiem i twórczością Kopernika bywają nazywane kopernikologią, a przedstawiciele tej dyscypliny: kopernikologami lub kopernikanistami[137][138].
- Rodzaj roślin z rodziny arekowatych nazwano kopernicja.
- W 2010 roku sztuczny pierwiastek o numerze 112 nazwano copernicium (Cn).

#### Nazwy instytucji naukowo-oświatowych
- W 1918 roku w Galicji powstało Polskie Towarzystwo Przyrodników im. Kopernika.
- W 1945 roku utworzono Uniwersytet Mikołaja Kopernika w Toruniu.
- W 1948 roku otwarto Muzeum Mikołaja Kopernika we Fromborku.
- W 1970 roku Zakład Historii Nauki i Techniki PAN zaczął wydawać wielojęzyczne czasopismo naukowe „Studia Copernicana”.
- W 1972 roku oddano do użytku Planetarium i Obserwatorium Astronomiczne w Grudziądzu im. Mikołaja Kopernika.
- W 1973 roku w USA, w stanie Nowy Jork, powołano stowarzyszenie Kopernik Society of Broome County. Rok później otworzyło ono w mieście Vestal obserwatorium astronomiczne i centrum nauki nazwane Kopernik Observatory & Science Center.
- W 1978 roku w Warszawie powstało Centrum Astronomiczne im. Mikołaja Kopernika Polskiej Akademii Nauk.
- W 1990 roku powstała Fundacja Astronomii Polskiej im. Mikołaja Kopernika.
- W 1990 roku w Paryżu otwarto program studiów magisterskich typu MBA o nazwie Copernic.
- W 2000 roku w Olsztynie przy ulicy Partyzantów otwarto Dom Kopernika – siedzibę Olsztyńskiego Stowarzyszenia Mniejszości Niemieckiej, niem. Allensteiner Gesellschaft Deutscher Minderheit[139].
- W 2002 roku Wojewódzka Biblioteka Publiczna w Toruniu została oficjalnie nazwana „Książnicą kopernikańską”.
- W 2005 roku Mikołaj Kopernik został patronem centrum nauki w Warszawie.
- W 2008 roku w Krakowie powstało Centrum Kopernika Badań Interdyscyplinarnych i powiązane wydawnictwo Copernicus Center Press.
  - W 2014 roku CKBI zaczęło współorganizować corocznie edukacyjny Copernicus Festival i prowadzić portal Copernicus College.
- W 2014 roku Komisja Europejska nazwała swój projekt monitorowania środowiska naturalnego „Copernicus”[140].
- W 2023 roku powstały Akademia Kopernikańska i Szkoła Główna Mikołaja Kopernika (SGMK)[141].
- Powstała internetowa baza danych Index Copernicus poświęcona czasopismom naukowym i innym instytucjom badawczym. Na jej podstawie wypracowano kontrowersyjny parametr bibliometryczny „wartość IC” (ang. IC Value).
- Imieniem Kopernika nazwano w Polsce co najmniej kilkadziesiąt liceów ogólnokształcących.

#### Nazwy innych instytucji
- W 1751 roku w Toruniu założono fabrykę cukierniczą „Kopernik”.
- W 1920 roku w Warszawie powstała loża wolnomularska „Kopernik”.
- W 1923 roku w Bydgoszczy jedno z gimnazjów przyjęło imię Kopernika, przez co siedziba tej szkoły – później pełniąca inne funkcje – zaczęła być nazywana Copernicanum.
- W 1968 roku w Łodzi powstał szpital miejski, potem przekształcony w Wojewódzki Szpital Specjalistyczny im. M. Kopernika.
- W 1971 roku w Chicago powstała polonijna Fundacja Kopernikowska.
- W 1983 roku w Toruniu powstała Federacja Miast Kopernikowskich(inne języki).
- W 1995 roku powstało polskie wydawnictwo Copernicus Corporation zajmujące się fantastyką i grami.
- W 1998 roku w Toruniu odbył się pierwszy Copernicon – konwent miłośników fantastyki, potem oficjalnie nazwany festiwalem gier i fantastyki;
- W 2005 roku Międzynarodowy Port lotniczy Wrocław-Strachowice otrzymał imię Mikołaja Kopernika
(angielska nazwa: Copernicus Airport Wrocław).
- W 2005 roku w Toruniu otwarto centrum handlowe Atrium Copernicus.
- W 2015 roku w Toruniu zaczęto organizować zawody lekkoatletyczne Copernicus Cup.
- W 2021 roku w Toruniu powołano stowarzyszenie społeczno-polityczne Instytut Copernicanum[142].

#### Nazwy nagród

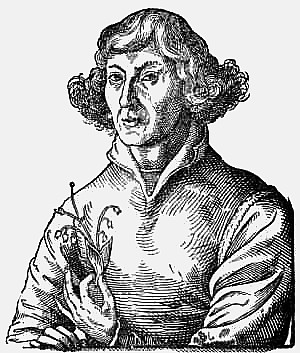
Rycina z Kopernikiem trzymającym konwalię

- W 1873 roku, z inicjatywy Rady Miejskiej Krakowa, powstała Nagroda Naukowa im. Mikołaja Kopernika, przyznawana przez Polską Akademię Umiejętności.
- W 2004 roku UMK w Toruniu zaczął przyznawać nagrodę Convallaria Copernicana.
- W 2006 roku Fundacja na rzecz Nauki Polskiej i Deutsche Forschungsgemeinschaft zaczęły przyznawać Polsko-Niemiecką Nagrodę Naukową Copernicus.
- Polska Akademia Nauk ustanowiła Medal im. Mikołaja Kopernika[143].

#### Nazwy astronomiczne i topograficzne
- Jeden z kraterów na Księżycu nazwano Kopernik.
- Na Marsie znajduje się krater Kopernik.
- Nazwisko uczonego nosi planetoida – (1322) Coppernicus.
- W 2015 roku jedna z gwiazd w Gwiazdozbiorze Raka (55 Cancri) została nazwana „Copernicus”. Towarszyszące jej planety mają osobne nazwy, jednak zwyczajowo planety pozasłoneczne bywają też nazywane od ich gwiazdy, co wprowadza kilka „planet Kopernika” (Copernicus b, c, d, e, f).
- Na wyspie Spitsbergen na Morzu Arktycznym istnieje Góra Kopernika.
- Tamże, między Górą Kopernika a Górą Belweder istnieje Przełęcz Kopernika.

#### Inne nazwy miejsc
- Najpóźniej od XVII wieku wieża we Fromborku, w której mieszkał Kopernik, nazywana jest wieżą Kopernika.
- W Polsce wyznaczono dwa szlaki turystyczne Kopernika: pieszy oraz drogowy.
- W co najmniej dwóch polskich miastach istnieją parki Kopernika: we Wrocławiu i w Gorzowie Wielkopolskim.
- W co najmniej kilkunastu polskich miejscowościach istnieją ulice Kopernika, a w co najmniej kilkunastu – osiedla jego imienia.
- W Bydgoszczy uchwałą Rady Miasta z dnia 29.09.2010 powołano Skwer Mikołaja Kopernika (Uchwała nr. LXXIV/1126/10)

#### Statki wodne
- W 1849 roku na Wiśle zaczął działać statek parowy „Kopernik”.
- Do lat 20. XX wieku tamże służył szkolny statek parowy „Kopernik”.
- W 1903 roku zbudowano niemiecki prom „Mecklenburg”, później przejęty przez ZSRR, przekazany Polsce i w 1953 roku przemianowany na nazwę „Kopernik”.
- W 1971 roku służbę zaczął Okręt Rzeczypospolitej Polskiej „Kopernik”.
- W 1973 roku w Gdańsku zbudowano jacht s/y Copernicus.
- W 1974 roku zbudowano prom „Mikołaj Kopernik”.
- W 1977 roku zbudowano prom nazwany potem „Kopernik”.

#### Inne urządzenia
- W 1972 roku NASA odbyło ostatnią z misji Orbitalnych Obserwatoriów Astronomicznych (ang. OAO), nazwaną OAO-3 Copernicus[144].
- Jeden z samolotów Polskich Linii Lotniczych LOT nazwano „Kopernik”; w 1980 roku w Warszawie uległ on katastrofie.
- Co najmniej jeden pociąg używany przez spółkę PKP Intercity nazwano „Kopernik”[145].

#### Pozostałe
- W latach 2001–2010 Polskie Przedsiębiorstwo Wydawnictw Kartograficznych wprowadziło na rynek markę „Copernicus”, w ramach której wydawano publikacje z zakresu kartografii użytkowej (mapy i atlasy samochodowe, plany miast, mapy i przewodniki turystyczne).

### Sztuki wizualne

#### Rzeźby
Pomniki przedstawiające Kopernika wybudowano w co najmniej kilkunastu miastach – nie tylko w Polsce, ale też w co najmniej jedenastu innych krajach na różnych kontynentach:
- w Eurazji pomniki Kopernika mają Wielka Brytania, Francja, Włochy, Niemcy, Austria i Chiny Ludowe;
- w Ameryce Północnej takie pomniki mają USA i Kanada;
- w Ameryce Południowej można je znaleźć w Kolumbii, Brazylii i Argentynie.

Kopernika rzeźbili m.in. Bertel Thorvaldsen i Teodor Rygier. Oprócz pomników przedstawionych w tym artykule powstały też rzeźby umieszczone:
- w siedzibie Polskiej Akademii Umiejętności (PAU) w Krakowie[146];
- przy Domu Generalnym księży zmartwychwstańców w Rzymie[147].

#### Monety

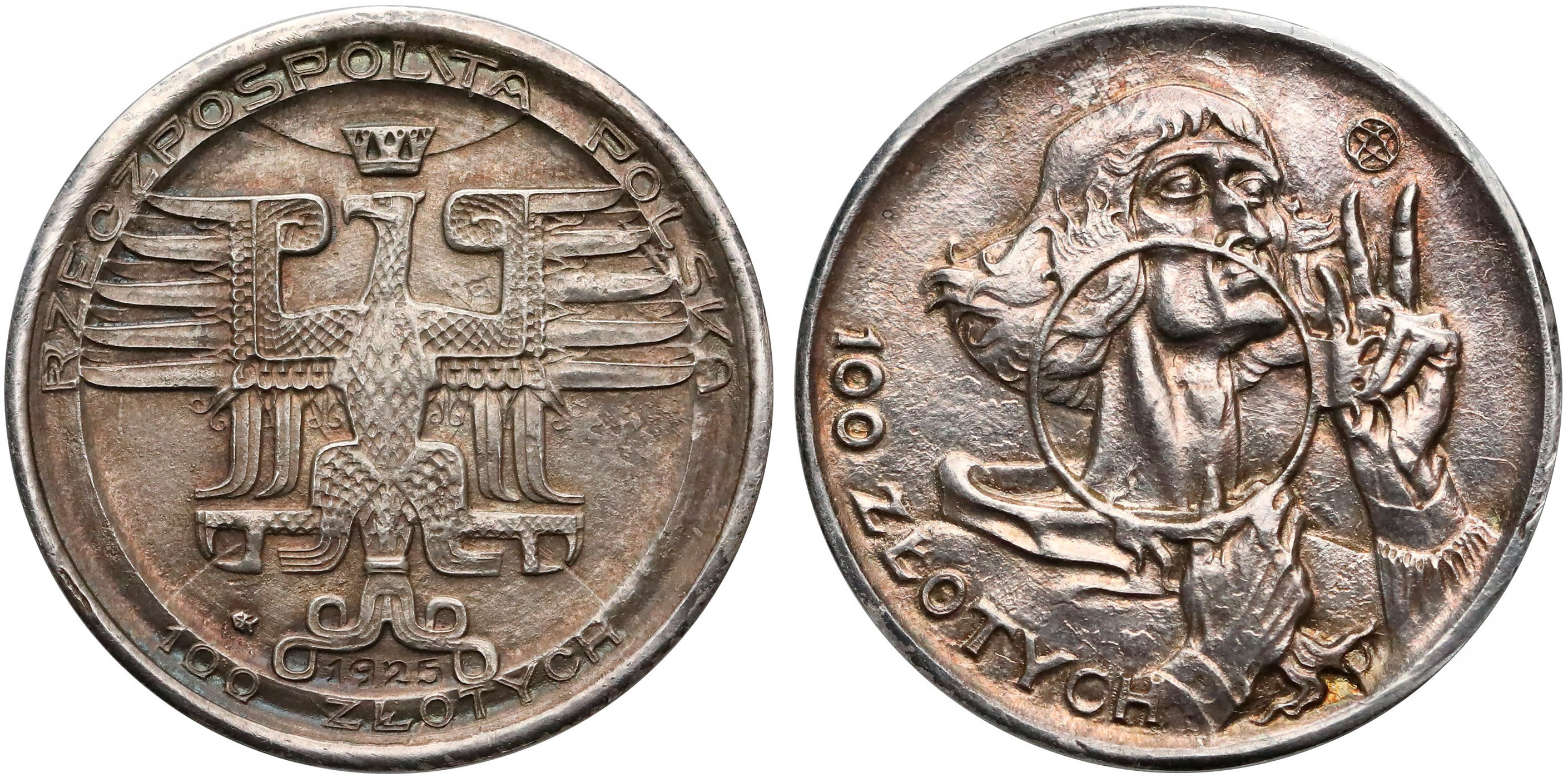
100-złotowa moneta z Mikołajem Kopernikiem z 1925 roku

- W 1925 roku rzeźbiarz Stanisław Szukalski zaprojektował 100-złotową monetę z Kopernikiem, wyemitowaną przez Mennicę Polską w próbnych egzemplarzach kolekcjonerskich. Na początku XXI w. wyemitowano nowe wersje monety.
- W 1959 roku Narodowy Bank Polski (NBP) wprowadził do obiegu 10-złotową monetę z Kopernikiem (projekt Józefa Gosławskiego[148]).
- W 1967 roku NBP zaprezentował 10-złotową monetę z Kopernikiem – zmniejszoną wersję monety z 1959.
- W 1973 roku, z okazji 500-lecia urodzin uczonego, Niemcy Zachodnie wyemitowały srebrną monetę o nominale pięciu marek niemieckich[149].
- Również w 1973 roku wyemitowano polską monetę kolekcjonerską o nominale 100 zł. Moneta ta została wykonana ze srebra próby 750 w nakładzie łącznym (bito ją również rok później) 101 048 egzemplarzy, miała średnicę 32 mm i masę 16,5 g, rant gładki[150].
- W 2017 roku NBP wyemitował monetę kolekcjonerską o nominale 10 zł upamiętniającą Kopernika ekonomistę[151].
- W 2023 roku przypadła 550. rocznica urodzin Kopernika. Z tej okazji:
  - Malta wyemitowała okolicznościową monetę o nominale 2 euro. Przedstawiono na niej profil Kopernika na tle stylizowanego heliocentrycznego modelu Układu Słonecznego[152];
  - Narodowy Bank Polski (NBP) wydał srebrną monetę kolekcjonerską o nominale 10 złotych[153].

#### Banknoty

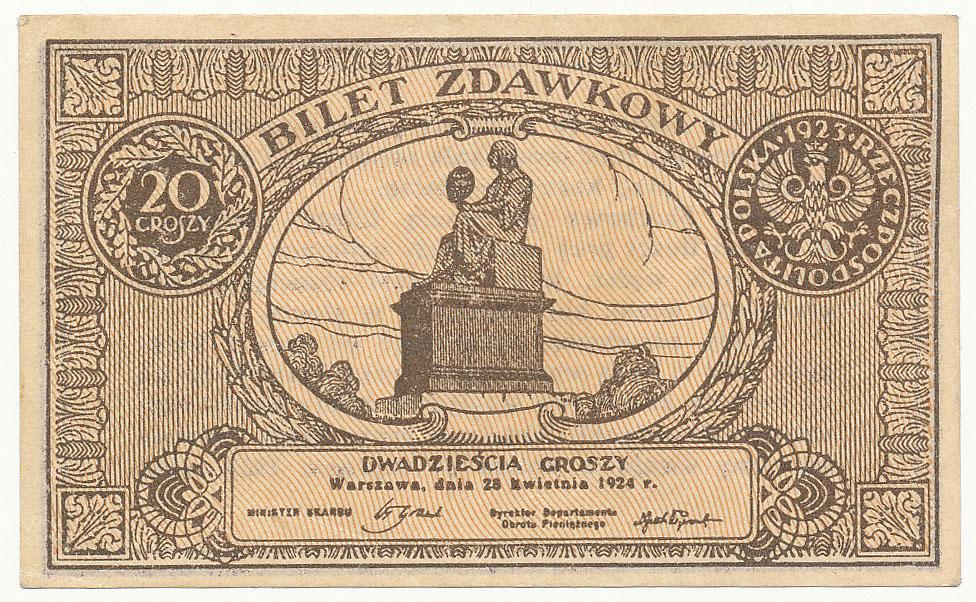
20-groszowy bilet zdawkowy z 1924 roku, przedstawiający pomnik Kopernika

- W 1924 roku Ministerstwo Skarbu wyemitowało bilet zdawkowy o nominale 20 groszy, przedstawiający pomnik Kopernika.
- W 1965 roku Narodowy Bank Polski (NBP) wyemitował banknot o nominale 1000 zł z wizerunkiem Mikołaja Kopernika, różniący się szatą graficzną od pozostałych ówcześnie używanych banknotów, pozostający w obiegu w latach 1966–1978[154].
- W latach 1975–1996 w obiegu był polski banknot o nominale 1000 zł z wizerunkiem Kopernika[155].
- W 2023 roku przypadła 550. rocznica narodzin Kopernika. Z tej okazji Narodowy Bank Polski (NBP) wydał polimerowy banknot kolekcjonerski o nominale 20 złotych[153].

#### Wizerunki pocztowe
- 29 stycznia 2023 r. do obiegu wszedł znaczek pocztowy o wartości 3,90 zł, na którym przedstawiono portret Mikołaja Kopernika z Epitafium we Fromborku. Znaczek upamiętnia 550. rocznicę jego urodzin[156].
- 16 lutego 2023 roku do obiegu weszła koperta pocztowa na której przedstawiono portret Mikołaja Kopernika autorstwa Teodora de Bry oraz fragment domu Mikołaja Kopernika w Toruniu. Autorem projektu jest Jarosław Ochendzan[157].
- 27 lutego 2023 r. do obiegu wszedł znaczek pocztowy o wartości 8 zł, na którym przedstawiono wizerunek Mikołaja Kopernika z obrazu Jana Matejki. Znaczek upamiętnia 550. rocznicę jego urodzin. Autorem projektu jest Joanna Fleszar-Haspert[157].

#### Inne portrety

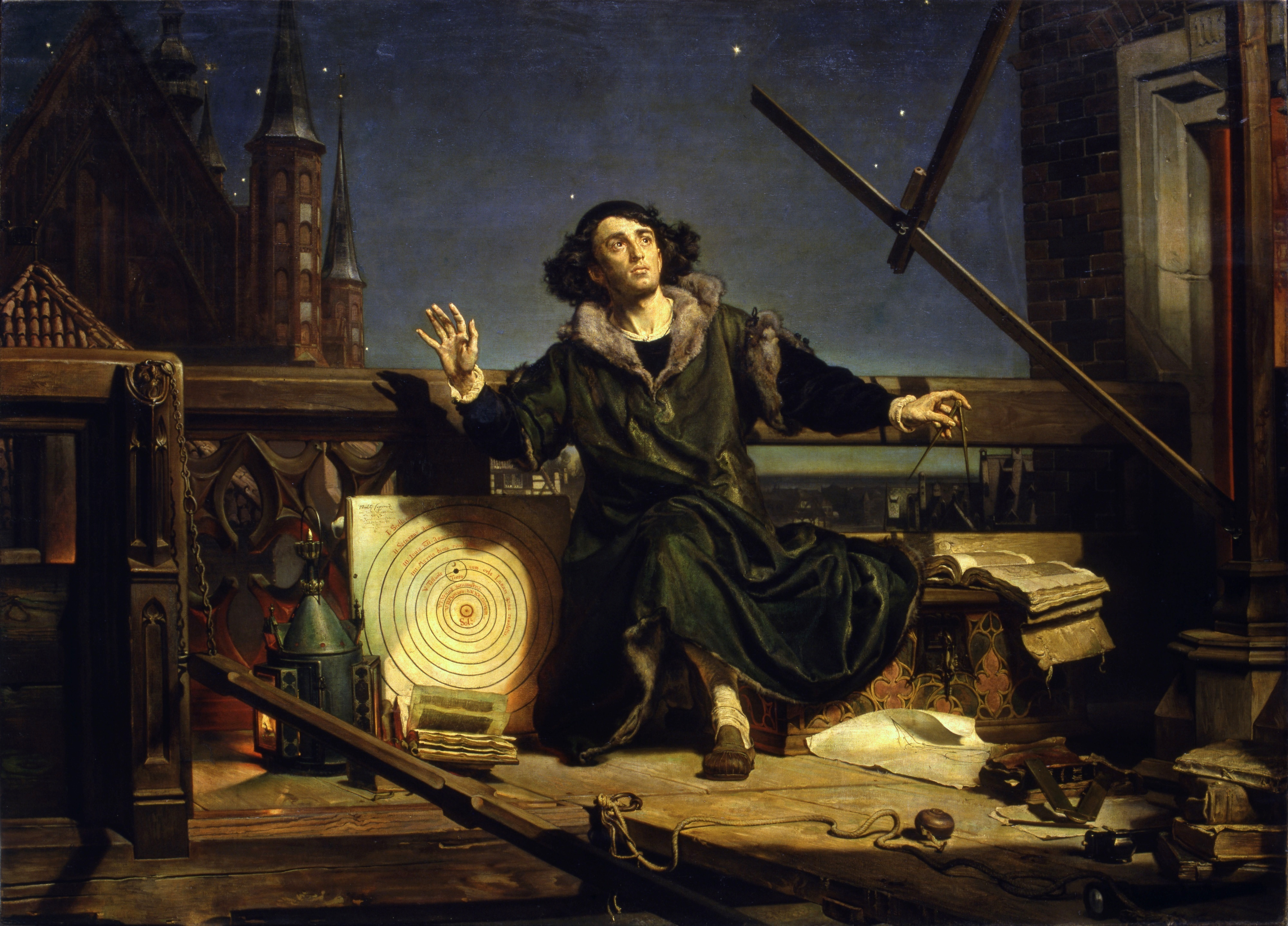
Astronom Kopernik, czyli rozmowa z Bogiem – obraz Jana Matejki z 1873 roku

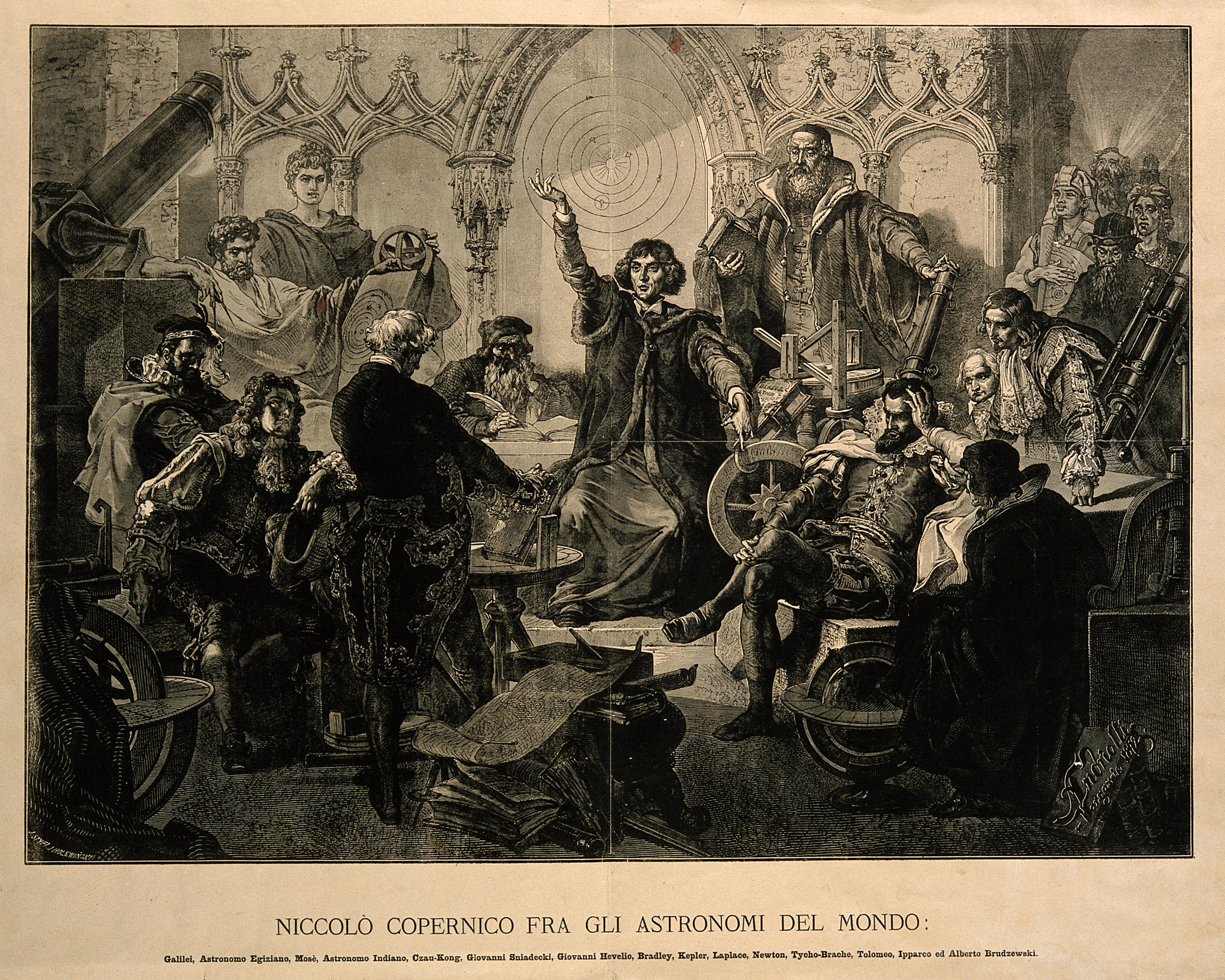
Mikołaj Kopernik wśród innych astronomów świata – rycina autorstwa Jana Styfiego

- W 1873 roku, z okazji 400. urodzin Kopernika, Jan Matejko namalował obraz Astronom Kopernik, czyli rozmowa z Bogiem.
- W 1904 roku w Krakowie powstał witraż Apollo zaprojektowany przez Stanisława Wyspiańskiego. Inna nazwa dzieła to System Kopernika i prawdopodobnie jest inspirowane postacią toruńskiego uczonego.

#### Widowiska
- W 1972 roku, z okazji 500. urodzin Kopernika, nakręcono film fabularny Kopernik, a rok później – serial o tym samym tytule.
- W 2009 roku premierę miał fabularny film animowany Gwiazda Kopernika.
- W maju 2023 roku we Fromborku przedstawiono musical Kopernik[158].

#### Gry wideo
- W 2010 roku opublikowano dodatek do gry Assassin’s Creed Brotherhood zatytułowany Copernicus Conspiracy (Spisek Kopernika) z akcją w Rzymie w 1500 roku. Gracz jako Ezio Auditore da Firenze ochrania przebywającego tam uczonego oraz pomaga mu[159][160][161].
- W 2013 roku wydano grę Europa Universalis IV. Mikołaj Kopernik występuje tam jako jeden z doradców możliwych do wyboru[162].

### Inne sztuki

#### Literatura
- W 1929 roku ukazała się powieść Kłos Panny Ludwika Hieronima Morstina[163].
- W 1956 roku opublikowano dwa dzieła fabularne kierowane do młodzieży:
  - Jan Piasecki, Portret z konwalią – fabularyzowana biografia Kopernika[164];
  - Edward Ligocki, Gwiazdy nad Warmią – seria opowiadań.
- Rok 1971 przyniósł publikację powieści Leonarda Turkowskiego Ziemia i niebo.
- W 1976 roku John Banville opublikował powieść Doctor Copernicus[165].
- W 1977 roku Jerzy Cepik wydał powieść Rozedrzeć tajemnicę sfer. Opowieść biograficzna o Mikołaju Koperniku.
- W 1980 roku Maria Dolińska opublikowała Salve sol [Witaj, Słońce]: powieść dla młodzieży – historię młodzieńczych latach Kopernika[164].
- W 2008 roku ukazała się w Polsce powieść biograficzna Tajemnica Kopernika, w której autor, Jean-Pierre Luminet(inne języki), bardzo swobodnie potraktował osobę Kopernika, w historię jego życia włożył fakty niepotwierdzone przez żadną naukową bibliografię[166].
- W 2016 roku Wojciech Krzysztof Szalkiewicz, autor kilku książek o Koperniku, opublikował powieść Złoto Kopernika. Opowieść historyczno-sensacyjna z XVI i XXI wieku[167].
- W latach 2021–2022 Wojciech Wiercioch i Jolanta Szymska-Wiercioch opublikowali Księgi Mikołajowe – dwie powieści:
  - 2021: Rewolucja niebieska. Powieść o Mikołaju Koperniku[168];
  - 2022: Zakazane księgi. Powieść o Mikołaju Koperniku[169].

#### Muzyka
- W 2010 roku opublikowano Oratorium Braniewskie „Mikołaj Kopernik”.
- W 2011 roku Switłana Azarowa skomponowała uwerturę koncertową inspirowaną Kopernikiem (Mover of the Earth, Stopper of the Sun(inne języki)), zaprezentowaną po raz pierwszy w 2013 roku w Paryżu.

### Wydarzenia i obchody
- Rok 1973 był ogłoszony Rokiem Kopernikańskim przez UNESCO, z okazji 500-lecia urodzin uczonego.
- W 2022 roku, 16 listopada Senat Rzeczypospolitej Polskiej X kadencji uchwałą ustanowił rok 2023 „Rokiem Mikołaja Kopernika w 550. rocznicę urodzin”[170][171][172].
- W 2023 roku, od lutego do września, w różnych miastach Polski odbył się Światowy Kongres Kopernikański – seria spotkań poświęconych uczonemu.
- W 2023 roku, 31 maja Telewizja Polska (TVP) zorganizowała test wiedzy o Koperniku[173].

### Inne formy upamiętnienia
- W 2023 roku, w dniach 19–24 lutego, zorganizowano Pocztę Specjalną „Kopernik”[157].
- Kopernik bywa też upamiętniany mniej bezpośrednio, przez odwołania do jego opus magnum – dzieła De revolutionibus (O obrotach).